# Lista de património edificado nos Açores
Lista de património edificado nos Açores contendo os bens imóveis que se encontram inscritos no Registo Regional de Património Classificado dos Açores. A inclusão de imóveis na lista obedece ao estabelecido no Decreto Legislativo Regional n.º 29/2004/A, de 24 de Agosto, diploma que regula a classificação e conservação de bens de interesse cultural na Região Autónoma dos Açores.

## Categorias
O património classificado nos Açores está divido em duas categorias distintas:
- Imóveis de interesse público – incluindo os imóveis cujo interesse cultural transcende o concelho onde se localize;
- Imóveis de Interesse Municipal – imóveis cuja relevância cultural é de âmbito concelhio.

A lei estabelece que podem também ser classificados em cada uma das classes:
- Árvores de relevante interesse histórico ou de grande relevância cultural;
- Instalações tecnológicas de qualquer natureza que tenham sido relevantes na história da ciência e das tecnologias, incluindo os moinhos de vento e as azenhas.

Por decreto do Parlamento açoriano pode ser dado o título honorífico de monumento regional a imóveis de valor cultural ou cívico extraordinário e ainda àqueles que sejam declarados monumento nacional ou sejam considerados património da Humanidade.

## Ilha do Corvo

### ConcelhodeVila do Corvo
| Lista dos imóveis classificados no concelho de Vila do Corvo | Lista dos imóveis classificados no concelho de Vila do Corvo | Lista dos imóveis classificados no concelho de Vila do Corvo | Lista dos imóveis classificados no concelho de Vila do Corvo | Lista dos imóveis classificados no concelho de Vila do Corvo | Lista dos imóveis classificados no concelho de Vila do Corvo | Lista dos imóveis classificados no concelho de Vila do Corvo |
| id                                                           | Imóvel classificado                                          | Categoria                                                    | Tipologia                                                    | Freguesia                                                    | Grau                                                         | Ano e diploma de classificação                               |
| ------------------------------------------------------------ | ------------------------------------------------------------ | ------------------------------------------------------------ | ------------------------------------------------------------ | ------------------------------------------------------------ | ------------------------------------------------------------ | ------------------------------------------------------------ |
| 97015925                                                     | Farol da Ponta Negra                                         | Monumento                                                    | n/a                                                          | Corvo                                                        | n/c                                                          |                                                              |
| 97021992                                                     | Edifício das Repartições Públicas do Corvo                   | Monumento                                                    | n/a                                                          | Corvo                                                        | n/c                                                          |                                                              |
| 97030872                                                     | Edifício dos Correios, Telégrafos e Telefones, CTT, do Corvo | Monumento                                                    | n/a                                                          | Corvo                                                        | n/c                                                          |                                                              |

Legenda: IIM – Imóvel de Interesse Municipal; IIP – Imóvel de Interesse Público; MN – Monumento Nacional; MR – Monumento Regional; VC – Em vias de classificação; PM – Património Mundial.

## Ilha do Faial

### ConcelhodaHorta
| Lista dos imóveis classificados no concelho de Horta | Lista dos imóveis classificados no concelho de Horta                                                                | Lista dos imóveis classificados no concelho de Horta | Lista dos imóveis classificados no concelho de Horta | Lista dos imóveis classificados no concelho de Horta | Lista dos imóveis classificados no concelho de Horta | Lista dos imóveis classificados no concelho de Horta |
| id                                                   | Imóvel classificado                                                                                                 | Categoria                                            | Tipologia                                            | Freguesia                                            | Grau                                                 | Ano e diploma de classificação                       |
| ---------------------------------------------------- | --- | ---------------------------------------------------- | ---------------------------------------------------- | ---------------------------------------------------- | ---------------------------------------------------- | ---------------------------------------------------- |
| 97008121                                             | Igreja de São Francisco (Horta)                                                                                     | Monumento                                            | n/a                                                  | Angústias                                            | n/c                                                  |                                                      |
| 97008124                                             | Casas de Amarração dos Cabos Submarinos                                                                             | Monumento                                            | n/a                                                  | Angústias                                            | n/c                                                  |                                                      |
| 97008129                                             | Reduto da Patrulha na baía do Porto Pim                                                                             | Monumento                                            | n/a                                                  | Angústias                                            | n/c                                                  |                                                      |
| 97008138                                             | Igreja Paroquial das Angústias                                                                                      | Monumento                                            | n/a                                                  | Angústias                                            | n/c                                                  |                                                      |
| 97021095                                             | Hospital da Horta                                                                                                   | Monumento                                            | n/a                                                  | Angústias                                            | n/c                                                  |                                                      |
| 97021994                                             | Estação Radiotelegráfica Naval da Horta                                                                             | Monumento                                            | n/a                                                  | Angústias                                            | n/c                                                  |                                                      |
| 98020005                                             | Capela de Nossa Senhora da Guia                                                                                     | Arquitectura religiosa                               | Capela                                               | Angústias                                            |                                                      |                                                      |
| 98020006                                             | Castelo da Greta | Arquitectura militar                                 | Forte                                                | Angústias                                            |                                                      |                                                      |
| 98020007                                             | Muralha fortificada do século XVII, Porto Pim                                                                       | Arquitectura militar                                 | Forte                                                | Angústias                                            |                                                      |                                                      |
| 98020008                                             | Casas de amarração dos cabos submarinos, Porto Pim                                                                  | Arquitectura civil                                   | Instalação tecnológica                               | Angústias                                            |                                                      |                                                      |
| 98020009                                             | Antiga casa de veraneio e lagar da família Dabney                                                                   | Arquitectura civil                                   | Conjunto                                             | Angústias                                            |                                                      |                                                      |
| 98020010                                             | Miradouro da casa de veraneio da família Dabney                                                                     | Arquitectura civil                                   | Conjunto                                             | Angústias                                            |                                                      |                                                      |
| 98020011                                             | Antiga Fábrica da Baleia do Porto Pim                                                                               | Arquitectura civil                                   | Instalação tecnológica                               | Angústias                                            |                                                      |                                                      |
| 98020012                                             | Bombardeira do Porto Pim                                                                                            | Arquitectura militar                                 | Forte                                                | Angústias                                            |                                                      |                                                      |
| 98020013                                             | Reduto da patrulha (Porto Pim)                                                                                      | Arquitectura militar                                 | Forte                                                | Angústias                                            |                                                      |                                                      |
| 98020014                                             | Castelo de São Sebastião da Horta                                                                                   | Arquitectura militar                                 | Forte                                                | Angústias                                            |                                                      |                                                      |
| 98020015                                             | Torre de vigia do Porto Pim                                                                                         | Arquitectura militar                                 | Torre                                                | Angústias                                            |                                                      |                                                      |
| 98020026                                             | Exemplar de araucária (Araucaria heterophylla (Salisb.) Franco) sito no logradouro do Hotel Fayal                   | Árvore classificada                                  | Árvore                                               | Angústias                                            |                                                      |                                                      |
| 98020032                                             | Exemplar de araucária (Araucaria heterophylla (Salisb.) Franco) sito na Colónia Alemã                               | Árvore classificada                                  | Árvore                                               | Angústias                                            |                                                      |                                                      |
| 98020036                                             | Exemplar de dragoeiro (Dracaena draco L.) sitao na Escola Secundária Manuel de Arriaga                              | Árvore classificada                                  | Árvore                                               | Angústias                                            |                                                      |                                                      |
| 98020039                                             | Exemplar de Araucária (Araucaria heterophylla (Salisb.) Franco) sito no adro das Angústias                          | Árvore classificada                                  | Árvore                                               | Angústias                                            |                                                      |                                                      |
| 98020040                                             | Exemplar de araucária (Araucaria heterophylla (Salisb.) Franco) sito na Rua Conde de Ávila, Relva                   | Árvore classificada                                  | Árvore                                               | Angústias                                            |                                                      |                                                      |
| 98020042                                             | Moinho de vento da Canada do Moinho                                                                                 | Arquitectura civil                                   | Moinho de vento                                      | Angústias                                            |                                                      |                                                      |
| 97026312                                             | Farol dos Capelinhos                                                                                                | Monumento                                            | n/a                                                  | Capelo                                               | n/c                                                  |                                                      |
| 97029738                                             | Igreja Paroquial de Cedros / Igreja de Santa Bárbara                                                                | Monumento                                            | n/a                                                  | Capelo                                               | n/c                                                  |                                                      |
| 97029748                                             | Igreja Paroquial de Castelo Branco / Igreja de Santa Catarina de Alexandria                                         | Monumento                                            | n/a                                                  | Castelo Branco                                       | n/c                                                  |                                                      |
| 98020045                                             | Moinho de vento da Lombega                                                                                          | Arquitectura civil                                   | Moinho de vento                                      | Castelo Branco                                       |                                                      |                                                      |
| 98020046                                             | Moinho de vento da Canada do Capitão                                                                                | Arquitectura civil                                   | Moinho de vento                                      | Cedros                                               |                                                      |                                                      |
| 98020047                                             | Moinho de vento da Canada do Moledo                                                                                 | Arquitectura civil                                   | Moinho de vento                                      | Cedros                                               |                                                      |                                                      |
| 97008135                                             | Igreja da Conceição                                                                                                 | Monumento                                            | n/a                                                  | Conceição                                            | n/c                                                  |                                                      |
| 97015934                                             | Tribunal da Comarca da Horta                                                                                        | Monumento                                            | n/a                                                  | Conceição                                            | n/c                                                  |                                                      |
| 97021094                                             | Centro de Assistência da Horta                                                                                      | Monumento                                            | n/a                                                  | Conceição                                            | n/c                                                  |                                                      |
| 97021993                                             | Liceu Nacional da Horta / Escola Secundária Manuel de Arriaga                                                       | Monumento                                            | n/a                                                  | Conceição                                            | n/c                                                  |                                                      |
| 98020027                                             | Exemplar de araucária (Araucaria heterophylla (Salisb.) Franco) sito no cruzamento da Espalamaca                    | Árvore classificada                                  | Árvore                                               | Conceição                                            |                                                      |                                                      |
| 98020028                                             | Exemplar de araucária (Araucaria heterophylla (Salisb.) Franco) sito na Praceta Luís de Camões (Rotunda da Avenida) | Árvore classificada                                  | Árvore                                               | Conceição                                            |                                                      |                                                      |
| 98020048                                             | 3 moinhos de vento na Lomba                                                                                         | Arquitectura civil                                   | Moinho de vento                                      | Conceição                                            |                                                      |                                                      |
| 98020049                                             | Moinho de vento da Espalamaca (RDP)                                                                                 | Arquitectura civil                                   | Moinho de vento                                      | Conceição                                            |                                                      |                                                      |
| 97008186                                             | Igreja Paroquial da Feteira                                                                                         | Monumento                                            | n/a                                                  | Feteira                                              | n/c                                                  |                                                      |
| 98020043                                             | Moinho de vento da Cruz da Portela                                                                                  | Arquitectura civil                                   | Moinho de vento                                      | Feteira                                              |                                                      |                                                      |
| 98020044                                             | Moinho de vento do Algar                                                                                            | Arquitectura civil                                   | Moinho de vento                                      | Feteira                                              |                                                      |                                                      |
| 97008136                                             | Igreja dos Flamengos                                                                                                | Monumento                                            | n/a                                                  | Flamengos                                            | n/c                                                  |                                                      |
| 97008182                                             | Antigo Colégio de São Francisco Xavier / Igreja Matriz da Horta                                                     | Monumento                                            | n/a                                                  | Matriz                                               | n/c                                                  |                                                      |
| 97008184                                             | Prédio da Rua Dom Pedro IV / Sociedade Amor da Pátria                                                               | Monumento                                            | n/a                                                  | Matriz                                               | n/c                                                  |                                                      |
| 97008185                                             | Teatro Faialense | Monumento                                            | n/a                                                  | Matriz                                               | n/c                                                  |                                                      |
| 97011280                                             | Cadeia Comarcã da Horta / Cadeia de Apoio da Horta                                                                  | Monumento                                            | n/a                                                  | Matriz                                               | n/c                                                  |                                                      |
| 97020494                                             | Edifício dos Correios, Telégrafos e Telefones, CTT, da Horta                                                        | Monumento                                            | n/a                                                  | Matriz                                               | n/c                                                  |                                                      |
| 97025448                                             | Edifício da Câmara Municipal da Horta                                                                               | Monumento                                            | n/a                                                  | Matriz                                               | n/c                                                  |                                                      |
| 97027996                                             | Conjunto urbano da cidade da Horta                                                                                  | Conjunto                                             | n/a                                                  | Matriz                                               | n/c                                                  |                                                      |
| 98020001                                             | Castelo de Santa Cruz                                                                                               | Arquitectura militar                                 | Forte                                                | Matriz                                               |                                                      |                                                      |
| 98020002                                             | Edifício sede da Assembleia Legislativa Regional dos Açores                                                         | Arquitectura civil                                   | Edifício público                                     | Matriz                                               |                                                      |                                                      |
| 98020003                                             | Igreja de São Francisco da Horta                                                                                    | Arquitectura religiosa                               | Igreja                                               | Matriz                                               |                                                      |                                                      |
| 98020004                                             | Colégio dos Jesuítas da Horta e sua igreja (Santíssimo Salvador, hoje igreja matriz da Horta)                       | Arquitectura religiosa                               | Igreja                                               | Matriz                                               |                                                      |                                                      |
| 98020016                                             | Edifício sede da Sociedade Amor da Pátria                                                                           | Arquitectura civil                                   | Imóvel                                               | Matriz                                               |                                                      |                                                      |
| 98020017                                             | Edifício do Teatro Faialense                                                                                        | Arquitectura civil                                   | Imóvel                                               | Matriz                                               |                                                      |                                                      |
| 98020018                                             | 5 exemplares de dragoeiro (Dracaena draco L.) sitos no Jardim Florêncio Terra                                       | Árvore classificada                                  | Árvore                                               | Matriz                                               |                                                      |                                                      |
| 98020019                                             | Exemplar de araucária (Araucaria heterophylla (Salisb.) Franco) sito no Jardim Florêncio Terra                      | Árvore classificada                                  | Árvore                                               | Matriz                                               |                                                      |                                                      |
| 98020020                                             | 2 exemplares de araucária (Araucaria heterophylla (Salisb.) Franco) sitos no Cemitério do Carmo                     | Árvore classificada                                  | Árvore                                               | Matriz                                               |                                                      |                                                      |
| 98020021                                             | Exemplar de araucária (Araucaria heterophylla (Salisb.) Franco) sito na Canada das Dutras                           | Árvore classificada                                  | Árvore                                               | Matriz                                               |                                                      |                                                      |
| 98020022                                             | Exemplar de araucária (Araucaria heterophylla (Salisb.) Franco) sito na Rua do Arco                                 | Árvore classificada                                  | Árvore                                               | Matriz                                               |                                                      |                                                      |
| 98020023                                             | Exemplar de ombu (Phytolacca dioica L.) sito na Rua Cônsul Dabney                                                   | Árvore classificada                                  | Árvore                                               | Matriz                                               |                                                      |                                                      |
| 98020024                                             | Exemplar de ombu (Phytolacca dioica L.) sito no reduto da Cedars House                                              | Árvore classificada                                  | Árvore                                               | Matriz                                               |                                                      |                                                      |
| 98020025                                             | 3 exemplares de araucária (Araucaria heterophylla (Salisb.) Franco) sitos na Colónia Inglesa                        | Árvore classificada                                  | Árvore                                               | Matriz                                               |                                                      |                                                      |
| 98020029                                             | 3 exemplares de araucária (Araucaria heterophylla (Salisb.) Franco) sitos na Praça da República                     | Árvore classificada                                  | Árvore                                               | Matriz                                               |                                                      |                                                      |
| 98020030                                             | Exemplar de araucária (Araucaria heterophylla (Salisb.) Franco) sito no Largo Duque de Ávila e Bolama               | Árvore classificada                                  | Árvore                                               | Matriz                                               |                                                      |                                                      |
| 98020031                                             | 2 exemplares de araucária (Araucaria heterophylla (Salisb.) Franco) sitos na Rua Eduardo Bulcão                     | Árvore classificada                                  | Árvore                                               | Matriz                                               |                                                      |                                                      |
| 98020033                                             | Exemplar de dragoeiro (Dracaena draco L.) sito nos jardins da Bagatelle                                             | Árvore classificada                                  | Árvore                                               | Matriz                                               |                                                      |                                                      |
| 98020034                                             | Exemplar de dragoeiro (Dracaena draco L.) sito na Rua Médico Avelar                                                 | Árvore classificada                                  | Árvore                                               | Matriz                                               |                                                      |                                                      |
| 98020035                                             | Exemplar de dragoeiro (Dracaena draco L.) sito na Colónia Alemã                                                     | Árvore classificada                                  | Árvore                                               | Matriz                                               |                                                      |                                                      |
| 98020037                                             | Exemplar de araucária (Araucaria heterophylla (Salisb.) Franco) sito na Rua Conselheiro Medeiros, 2                 | Árvore classificada                                  | Árvore                                               | Matriz                                               |                                                      |                                                      |
| 98020038                                             | Exemplar de araucária (Araucaria heterophylla (Salisb.) Franco) sito na Rua Vasco da Gama, 42                       | Árvore classificada                                  | Árvore                                               | Matriz                                               |                                                      |                                                      |
| 98020041                                             | 4 exemplares de palmeira-das-Canárias (Phoenix canariensis Hort. ex Chabaud) sitos no Largo do Infante              | Árvore classificada                                  | Árvore                                               | Matriz                                               |                                                      |                                                      |
| 97008187                                             | Igreja de Pedro Miguel / Igreja de Senhora da Ajuda                                                                 | Monumento                                            | n/a                                                  | Pedro Miguel                                         | n/c                                                  |                                                      |
| 98020050                                             | Moinho de vento do Caminho Velho                                                                                    | Arquitectura civil                                   | Moinho de vento                                      | Pedro Miguel                                         |                                                      |                                                      |
| 97008188                                             | Igreja do Almoxarife                                                                                                | Monumento                                            | n/a                                                  | Praia do Almoxarife                                  | n/c                                                  |                                                      |
| 97029739                                             | Igreja Paroquial de Praia do Norte / Igreja da Trindade                                                             | Monumento                                            | n/a                                                  | Praia do Norte                                       | n/c                                                  |                                                      |
| 97012775                                             | Farol da Ribeirinha                                                                                                 | Monumento                                            | n/a                                                  | Ribeirinha                                           | n/c                                                  |                                                      |
| 97029750                                             | Igreja Paroquial de Salão / Igreja de Nossa Senhora do Socorro                                                      | Monumento                                            | n/a                                                  | Salão                                                | n/c                                                  |                                                      |

Legenda: IIM – Imóvel de Interesse Municipal; IIP – Imóvel de Interesse Público; MN – Monumento Nacional; MR – Monumento Regional; VC – Em vias de classificação; PM – Património Mundial.

## Ilha das Flores

### ConcelhodeLajes das Flores
| Lista dos imóveis classificados no concelho de Lajes das Flores | Lista dos imóveis classificados no concelho de Lajes das Flores                         | Lista dos imóveis classificados no concelho de Lajes das Flores | Lista dos imóveis classificados no concelho de Lajes das Flores | Lista dos imóveis classificados no concelho de Lajes das Flores | Lista dos imóveis classificados no concelho de Lajes das Flores | Lista dos imóveis classificados no concelho de Lajes das Flores                                                               |
| id                                                              | Imóvel classificado                                                                     | Categoria                                                       | Tipologia                                                       | Freguesia                                                       | Grau                                                            | Ano e diploma de classificação                                                                                                |
| --------------------------------------------------------------- | --------------------------------------------------------------------------------------- | --------------------------------------------------------------- | --------------------------------------------------------------- | --------------------------------------------------------------- | --------------------------------------------------------------- | --- |
|                                                                 | Núcleo urbano do Lugar da Cuada                                                         | Arquitectura civil                                              | Conjunto classificado                                           | Fajã Grande                                                     | IIM                                                             | Resolução n.º 102/2000, de 6 de Julho.                                                                                        |
|                                                                 | Moinho de Água (propriedade de João António Vieira Lourenço) na Ribeira Funda           | Arquitectura civil                                              | Azenha                                                          | Fazenda                                                         | IIM                                                             | Resolução n.º 234/96, de 3 de Outubro, e n.º 7 do artigo 58.º do Decreto Legislativo Regional n.º 29/2004/A, de 24 de Agosto. |
|                                                                 | Moinho de Água (propriedade de Eduardo Lourenço Freitas) na Ribeira do Campanário       | Arquitectura civil                                              | Azenha                                                          | Lajedo                                                          | IIM                                                             | Resolução n.º 234/96, de 3 de Outubro, e n.º 7 do artigo 58.º do Decreto Legislativo Regional n.º 29/2004/A, de 24 de Agosto. |
|                                                                 | Moinho de Água (propriedade de Lídia Lourenço Avelar Eduardo), Cabeço do Outeiro        | Arquitectura civil                                              | Azenha                                                          | Fajãzinha                                                       | IIM                                                             | Resolução n.º 234/96, de 3 de Outubro, e n.º 7 do artigo 58.º do Decreto Legislativo Regional n.º 29/2004/A, de 24 de Agosto. |
|                                                                 | Moinho de Água (propriedade de Francisco Machado Fortuna), Cabeço do Outeiro            | Arquitectura civil                                              | Azenha                                                          | Fajãzinha                                                       | IIM                                                             | Resolução n.º 234/96, de 3 de Outubro, e n.º 7 do artigo 58.º do Decreto Legislativo Regional n.º 29/2004/A, de 24 de Agosto. |
|                                                                 | Moinho de Água da Ribeira da Alagoa                                                     | Arquitectura civil                                              | Azenha                                                          | Fajãzinha                                                       | IIM                                                             | Resolução n.º 234/96, de 3 de Outubro, e n.º 7 do artigo 58.º do Decreto Legislativo Regional n.º 29/2004/A, de 24 de Agosto. |
|                                                                 | Moinho de Água (propriedade dos herdeiros de Manuel Luís de Fraga) na Ribeira das Casas | Arquitectura civil                                              | Azenha                                                          | Fajã Grande                                                     | IIM                                                             | Resolução n.º 234/96, de 3 de Outubro, e n.º 7 do artigo 58.º do Decreto Legislativo Regional n.º 29/2004/A, de 24 de Agosto. |
|                                                                 | Moinho de Água (propriedade dos herdeiros de José Lucas de Fraga) na Ribeira das Casas  | Arquitectura civil                                              | Azenha                                                          | Fajã Grande                                                     | IIM                                                             | Resolução n.º 234/96, de 3 de Outubro, e n.º 7 do artigo 58.º do Decreto Legislativo Regional n.º 29/2004/A, de 24 de Agosto. |

Legenda: IIM – Imóvel de Interesse Municipal; IIP – Imóvel de Interesse Público; MN – Monumento Nacional; MR – Monumento Regional; VC – Em vias de classificação; PM – Património Mundial.

### ConcelhodeSanta Cruz das Flores
| Lista dos imóveis classificados no concelho de Santa Cruz das Flores | Lista dos imóveis classificados no concelho de Santa Cruz das Flores        | Lista dos imóveis classificados no concelho de Santa Cruz das Flores | Lista dos imóveis classificados no concelho de Santa Cruz das Flores | Lista dos imóveis classificados no concelho de Santa Cruz das Flores | Lista dos imóveis classificados no concelho de Santa Cruz das Flores | Lista dos imóveis classificados no concelho de Santa Cruz das Flores                                                          |
| id                                                                   | Imóvel classificado                                                         | Categoria                                                            | Tipologia                                                            | Freguesia                                                            | Grau                                                                 | Ano e diploma de classificação                                                                                                |
| -------------------------------------------------------------------- | --------------------------------------------------------------------------- | -------------------------------------------------------------------- | -------------------------------------------------------------------- | -------------------------------------------------------------------- | -------------------------------------------------------------------- | --- |
|                                                                      | Igreja e claustro do Convento Franciscano de São Boaventura                 | Arquitectura religiosa                                               | Igreja                                                               | Santa Cruz                                                           | IIP                                                                  | Resolução 98/80, de 16 de Setembro.                                                                                           |
|                                                                      | Casa Pimentel de Mesquita                                                   | Arquitectura civil                                                   | Habitação                                                            | Santa Cruz                                                           | IIP                                                                  | Resolução 152/89, de 5 de Dezembro.                                                                                           |
|                                                                      | Fábrica da Baleia do Boqueirão e respectiva rampa de varagem, Boqueirão     | Arquitectura civil                                                   | Instalação tecnológica                                               | Santa Cruz                                                           | IIP                                                                  | Resolução n.º 67/99, de 29 de Abril.                                                                                          |
|                                                                      | Igreja Matriz de Nossa Senhora da Conceição                                 | Arquitectura religiosa                                               | Igreja                                                               | Santa Cruz                                                           | IIP                                                                  | Resolução n.º 220/98, de 5 de Novembro e n.º 3 da Resolução n.º 126/2004, de 9 de Setembro.                                   |
|                                                                      | Moinho de água (propriedade de José Gregório Medeiros), Ribeira dos Moinhos | Arquitectura civil                                                   | Azenha                                                               | Cedros                                                               | IIM                                                                  | Resolução n.º 234/96, de 3 de Outubro, e n.º 7 do artigo 58.º do Decreto Legislativo Regional n.º 29/2004/A, de 24 de Agosto. |
|                                                                      | Moinho de água (propriedade de José Gregório Medeiros), Ribeira dos Moinhos | Arquitectura civil                                                   | Azenha                                                               | Cedros                                                               | IIM                                                                  | Resolução n.º 234/96, de 3 de Outubro, e n.º 7 do artigo 58.º do Decreto Legislativo Regional n.º 29/2004/A, de 24 de Agosto. |
|                                                                      | Moinho de água (propriedade de José Alexandre Freitas), Ribeira da Fazenda  | Arquitectura civil                                                   | Azenha                                                               | Santa Cruz                                                           | IIM                                                                  | Resolução n.º 234/96, de 3 de Outubro, e n.º 7 do artigo 58.º do Decreto Legislativo Regional n.º 29/2004/A, de 24 de Agosto. |
|                                                                      | Moinho de água (propriedade de Maria Ernestina Santos Andrade), Boa Vista   | Arquitectura civil                                                   | Azenha                                                               | Santa Cruz                                                           | IIM                                                                  | Resolução n.º 234/96, de 3 de Outubro, e n.º 7 do artigo 58.º do Decreto Legislativo Regional n.º 29/2004/A, de 24 de Agosto. |
|                                                                      | Moinho de água (propriedade de José da Silva Espírito Santo), Boa Vista     | Arquitectura civil                                                   | Azenha                                                               | Santa Cruz                                                           | IIM                                                                  | Resolução n.º 234/96, de 3 de Outubro, e n.º 7 do artigo 58.º do Decreto Legislativo Regional n.º 29/2004/A, de 24 de Agosto. |

Legenda: IIM – Imóvel de Interesse Municipal; IIP – Imóvel de Interesse Público; MN – Monumento Nacional; MR – Monumento Regional; VC – Em vias de classificação; PM – Património Mundial.

## Ilha do Pico

### ConcelhodeLajes do Pico
| Lista dos imóveis classificados no concelho de Lajes do Pico | Lista dos imóveis classificados no concelho de Lajes do Pico                                             | Lista dos imóveis classificados no concelho de Lajes do Pico | Lista dos imóveis classificados no concelho de Lajes do Pico | Lista dos imóveis classificados no concelho de Lajes do Pico | Lista dos imóveis classificados no concelho de Lajes do Pico | Lista dos imóveis classificados no concelho de Lajes do Pico                                                                  |
| id                                                           | Imóvel classificado                                                                                      | Categoria                                                    | Tipologia                                                    | Freguesia                                                    | Grau                                                         | Ano e diploma de classificação                                                                                                |
| ------------------------------------------------------------ | --- | ------------------------------------------------------------ | ------------------------------------------------------------ | ------------------------------------------------------------ | ------------------------------------------------------------ | --- |
|                                                              | Forte de Santa Catarina (também conhecido por Castelo de Santo António)                                  | Arquitectura militar                                         | Forte                                                        | Lajes do Pico                                                | IIP                                                          | Decreto n.º 95/78, de 12 de Setembro.                                                                                         |
|                                                              | Igreja e Convento de São Francisco das Lajes                                                             | Arquitectura religiosa                                       | Igreja                                                       | Lajes do Pico                                                | IIP                                                          | Resolução n.º 28/80, de 29 de Abril.                                                                                          |
|                                                              | Museu dos Baleeiros (conjunto dos 3 barracões baleeiros e oficinas de ferreiro anexas), Rua da Pesqueira | Arquitectura civil                                           | Instalação tecnológica                                       | Lajes do Pico                                                | IIP                                                          | Portaria n.º 23/77, de 20 de Agosto, e Resolução n.º 28/80, de 29 de Abril.                                                   |
|                                                              | Ermida de São Pedro das Lajes                                                                            | Arquitectura religiosa                                       | Capela                                                       | Lajes do Pico                                                | IIP                                                          | Resolução n.º 64/84, de 30 de Abril.                                                                                          |
|                                                              | Moinho de vento da Canada do Alferes Pereira                                                             | Arquitectura civil                                           | Moinho de vento                                              | São João                                                     | IIM                                                          | Resolução n.º 234/96, de 3 de Outubro, e n.º 7 do artigo 58.º do Decreto Legislativo Regional n.º 29/2004/A, de 24 de Agosto. |
|                                                              | Moinho de vento da Ponta Rasa                                                                            | Arquitectura civil                                           | Moinho de vento                                              | São João                                                     | IIM                                                          | Resolução n.º 234/96, de 3 de Outubro, e n.º 7 do artigo 58.º do Decreto Legislativo Regional n.º 29/2004/A, de 24 de Agosto. |
|                                                              | Moinho de vento da Silveira                                                                              | Arquitectura civil                                           | Moinho de vento                                              | Lajes do Pico                                                | IIM                                                          | Resolução n.º 234/96, de 3 de Outubro, e n.º 7 do artigo 58.º do Decreto Legislativo Regional n.º 29/2004/A, de 24 de Agosto. |
|                                                              | Moinho de vento da Calheta do Nesquim                                                                    | Arquitectura civil                                           | Moinho de vento                                              | Calheta de Nesquim                                           | IIM                                                          | Resolução n.º 234/96, de 3 de Outubro, e n.º 7 do artigo 58.º do Decreto Legislativo Regional n.º 29/2004/A, de 24 de Agosto. |
|                                                              | Moinho de vento de Santa Cuz das Ribeiras                                                                | Arquitectura civil                                           | Moinho de vento                                              | Ribeiras                                                     | IIM                                                          | Resolução n.º 234/96, de 3 de Outubro, e n.º 7 do artigo 58.º do Decreto Legislativo Regional n.º 29/2004/A, de 24 de Agosto. |
|                                                              | Moinho de água (propriedade de José Jorge Bettencourt), Ribeiras                                         | Arquitectura civil                                           | Azenha                                                       | Ribeiras                                                     | IIM                                                          | Resolução n.º 234/96, de 3 de Outubro, e n.º 7 do artigo 58.º do Decreto Legislativo Regional n.º 29/2004/A, de 24 de Agosto. |
|                                                              | Moinho de água (propriedade de Manuel Natalino Macedo Pimentel), Ribeiras                                | Arquitectura civil                                           | Azenha                                                       | Ribeiras                                                     | IIM                                                          | Resolução n.º 234/96, de 3 de Outubro, e n.º 7 do artigo 58.º do Decreto Legislativo Regional n.º 29/2004/A, de 24 de Agosto. |
|                                                              | Imóvel da Rua Capitão-Mor Garcia Madruga                                                                 | Arquitectura civil                                           | Habitação                                                    | Lajes do Pico                                                | IIM                                                          | Resolução n.º 190/98, de 6 de Agosto.                                                                                         |
|                                                              | Fábrica da Baleia das Lajes e sua rampa de varagem                                                       | Arquitectura civil                                           | Instalação tecnológica                                       | Lajes do Pico                                                | IIM                                                          | Resolução n.º 76/98, de 16 de Abril.                                                                                          |

Legenda: IIM – Imóvel de Interesse Municipal; IIP – Imóvel de Interesse Público; MN – Monumento Nacional; MR – Monumento Regional; VC – Em vias de classificação; PM – Património Mundial.

### ConcelhodeMadalena
| Lista dos imóveis classificados no concelho de Madalena | Lista dos imóveis classificados no concelho de Madalena                                                            | Lista dos imóveis classificados no concelho de Madalena | Lista dos imóveis classificados no concelho de Madalena | Lista dos imóveis classificados no concelho de Madalena | Lista dos imóveis classificados no concelho de Madalena | Lista dos imóveis classificados no concelho de Madalena                                                                       |
| id                                                      | Imóvel classificado                                                                                                | Categoria                                               | Tipologia                                               | Freguesia                                               | Grau                                                    | Ano e diploma de classificação                                                                                                |
| ------------------------------------------------------- | --- | ------------------------------------------------------- | ------------------------------------------------------- | ------------------------------------------------------- | ------------------------------------------------------- | --- |
|                                                         | Moinho de vento da Canada do Monte                                                                                 | Arquitectura civil                                      | Moinho de vento                                         | Criação Velha                                           | IIM                                                     | Resolução n.º 234/96, de 3 de Outubro, e n.º 7 do artigo 58.º do Decreto Legislativo Regional n.º 29/2004/A, de 24 de Agosto. |
|                                                         | Moinho de vento do Monte                                                                                           | Arquitectura civil                                      | Moinho de vento                                         | Candelária                                              | IIM                                                     | Resolução n.º 234/96, de 3 de Outubro, e n.º 7 do artigo 58.º do Decreto Legislativo Regional n.º 29/2004/A, de 24 de Agosto. |
|                                                         | Moinho de vento da Terra do Pão                                                                                    | Arquitectura civil                                      | Moinho de vento                                         | São Caetano                                             | IIM                                                     | Resolução n.º 234/96, de 3 de Outubro, e n.º 7 do artigo 58.º do Decreto Legislativo Regional n.º 29/2004/A, de 24 de Agosto. |
|                                                         | Moinho de Vento (propriedade da Câmara Municipal da Madalena), Porto Velho                                         | Arquitectura civil                                      | Moinho de vento                                         | Madalena                                                | IIM                                                     | Resolução n.º 234/96, de 3 de Outubro, e n.º 7 do artigo 58.º do Decreto Legislativo Regional n.º 29/2004/A, de 24 de Agosto. |
|                                                         | Casa do Verdelho ou Solar das Salemas, com lagar, poço de maré, lago, logradouro e miradouro, Ramal da Areia Larga | Arquitectura civil                                      | Habitação                                               | Madalena                                                | IIM                                                     | Resolução n.º 117/99, de 8 de Julho.                                                                                          |
|                                                         | Casa dos Limas, Vila Formosa, Areia Larga                                                                          | Arquitectura civil                                      | Habitação                                               | Madalena                                                | IIM                                                     | Resolução n.º 105/2001, de 2 de Agosto.                                                                                       |

Legenda: IIM – Imóvel de Interesse Municipal; IIP – Imóvel de Interesse Público; MN – Monumento Nacional; MR – Monumento Regional; VC – Em vias de classificação; PM – Património Mundial.

### ConcelhodeSão Roque do Pico
| Lista dos imóveis classificados no concelho de São Roque do Pico | Lista dos imóveis classificados no concelho de São Roque do Pico                     | Lista dos imóveis classificados no concelho de São Roque do Pico | Lista dos imóveis classificados no concelho de São Roque do Pico | Lista dos imóveis classificados no concelho de São Roque do Pico | Lista dos imóveis classificados no concelho de São Roque do Pico | Lista dos imóveis classificados no concelho de São Roque do Pico                                                              |
| id                                                               | Imóvel classificado                                                                  | Categoria                                                        | Tipologia                                                        | Freguesia                                                        | Grau                                                             | Ano e diploma de classificação                                                                                                |
| ---------------------------------------------------------------- | ------------------------------------------------------------------------------------ | ---------------------------------------------------------------- | ---------------------------------------------------------------- | ---------------------------------------------------------------- | ---------------------------------------------------------------- | --- |
|                                                                  | Igreja e convento de São Pedro de Alcântara                                          | Arquitectura religiosa                                           | Igreja                                                           | São Roque                                                        | IIP                                                              | Decreto n.º 129/77, de 29 de Setembro.                                                                                        |
|                                                                  | Casa das Barcas, Cais do Pico                                                        | Arquitectura civil                                               | Habitação                                                        | São Roque                                                        | IIM                                                              | Resolução n.º 145/95, 10 de Agosto.                                                                                           |
|                                                                  | Solar dos Salgueiros, Lugar do Lajido                                                | Arquitectura civil                                               | Habitação                                                        | Santa Luzia                                                      | IIM                                                              | Resolução n.º 221/96, 26 de Setembro.                                                                                         |
|                                                                  | Moinho de vento (propriedade de Manuel José Peixoto Baptista Simas), Ponto do Moinho | Arquitectura civil                                               | Moinho de vento                                                  | São Roque                                                        | IIM                                                              | Resolução n.º 234/96, de 3 de Outubro, e n.º 7 do artigo 58.º do Decreto Legislativo Regional n.º 29/2004/A, de 24 de Agosto. |
|                                                                  | Moinho de vento de São Vicente                                                       | Arquitectura civil                                               | Moinho de vento                                                  | Santo António                                                    | IIM                                                              | Resolução n.º 234/96, de 3 de Outubro, e n.º 7 do artigo 58.º do Decreto Legislativo Regional n.º 29/2004/A, de 24 de Agosto. |
|                                                                  | Moinho de água (propriedade de Rosa Borges), Ladeira dos Moinhos                     | Arquitectura civil                                               | Azenha                                                           | São Roque                                                        | IIM                                                              | Resolução n.º 234/96, de 3 de Outubro, e n.º 7 do artigo 58.º do Decreto Legislativo Regional n.º 29/2004/A, de 24 de Agosto. |
|                                                                  | Moinho de água (propriedade de Manuel S. Alvernaz), Ladeira dos Moinhos              | Arquitectura civil                                               | Azenha                                                           | São Roque                                                        | IIM                                                              | Resolução n.º 234/96, de 3 de Outubro, e n.º 7 do artigo 58.º do Decreto Legislativo Regional n.º 29/2004/A, de 24 de Agosto. |
|                                                                  | Moinho de água (propriedade de José Manuel Garcia Ávila), Ladeira dos Moinhos        | Arquitectura civil                                               | Azenha                                                           | São Roque                                                        | IIM                                                              | Resolução n.º 234/96, de 3 de Outubro, e n.º 7 do artigo 58.º do Decreto Legislativo Regional n.º 29/2004/A, de 24 de Agosto. |
|                                                                  | Moinho de água (propriedade de Maria Pinheiro Ávila de Freitas), Ladeira dos Moinhos | Arquitectura civil                                               | Azenha                                                           | São Roque                                                        | IIM                                                              | Resolução n.º 234/96, de 3 de Outubro, e n.º 7 do artigo 58.º do Decreto Legislativo Regional n.º 29/2004/A, de 24 de Agosto. |
|                                                                  | Moinho de água do Arisco, Lugar do Moinho                                            | Arquitectura civil                                               | Azenha                                                           | São Roque                                                        | IIM                                                              | Resolução n.º 234/96, de 3 de Outubro, e n.º 7 do artigo 58.º do Decreto Legislativo Regional n.º 29/2004/A, de 24 de Agosto. |
|                                                                  | Moinho de água (propriedade de José Maria Dias Machado), Ladeira dos Moinhos         | Arquitectura civil                                               | Azenha                                                           | São Roque                                                        | IIM                                                              | Resolução n.º 234/96, de 3 de Outubro, e n.º 7 do artigo 58.º do Decreto Legislativo Regional n.º 29/2004/A, de 24 de Agosto. |

Legenda: IIM – Imóvel de Interesse Municipal; IIP – Imóvel de Interesse Público; MN – Monumento Nacional; MR – Monumento Regional; VC – Em vias de classificação; PM – Património Mundial.

## Ilha Graciosa

### ConcelhodeSanta Cruz da Graciosa
| Lista dos imóveis classificados no concelho de Santa Cruz da Graciosa | Lista dos imóveis classificados no concelho de Santa Cruz da Graciosa           | Lista dos imóveis classificados no concelho de Santa Cruz da Graciosa | Lista dos imóveis classificados no concelho de Santa Cruz da Graciosa | Lista dos imóveis classificados no concelho de Santa Cruz da Graciosa | Lista dos imóveis classificados no concelho de Santa Cruz da Graciosa | Lista dos imóveis classificados no concelho de Santa Cruz da Graciosa                                                                            |
| id                                                                    | Imóvel classificado                                                             | Categoria                                                             | Tipologia                                                             | Freguesia                                                             | Grau                                                                  | Ano e diploma de classificação |
| --------------------------------------------------------------------- | ------------------------------------------------------------------------------- | --------------------------------------------------------------------- | --------------------------------------------------------------------- | --------------------------------------------------------------------- | --------------------------------------------------------------------- | --- |
|                                                                       | Zona Classificada de Santa Cruz da Graciosa                                     | Arquitectura civil                                                    | Conjunto classificado                                                 | Santa Cruz da Graciosa                                                | IIP                                                                   | Decreto Legislativo Regional n.º 10/88/A, de 30 de Março, e n.º 1 do artigo 58.º do Decreto Legislativo Regional n.º 29/2004/A, de 24 de Agosto. |
|                                                                       | Ermida de Nossa Senhora da Guia                                                 | Arquitectura religiosa                                                | Capela                                                                | São Mateus                                                            | IIP                                                                   | Resolução n.º 64/84, de 30 de Abril. |
|                                                                       | Casa dos Capitães Mores, Canada de Santana, Lagoa                               | Arquitectura civil                                                    | Habitação                                                             | São Mateus                                                            | IIM                                                                   | Resolução n.º 147/95, de 10 de Agosto. |
|                                                                       | Moinho de vento (propriedade de Manuel S. Bettencourt), Arrabalde               | Arquitectura civil                                                    | Moinho de vento                                                       | Santa Cruz da Graciosa                                                | IIM                                                                   | Resolução n.º 234/96, de 3 de Outubro, e n.º 7 do artigo 58.º do Decreto Legislativo Regional n.º 29/2004/A, de 24 de Agosto.                    |
|                                                                       | Moinho de vento (propriedade de Manuel Tomás P. Cunha), Vitória                 | Arquitectura civil                                                    | Moinho de vento                                                       | Guadalupe                                                             | IIM                                                                   | Resolução n.º 234/96, de 3 de Outubro, e n.º 7 do artigo 58.º do Decreto Legislativo Regional n.º 29/2004/A, de 24 de Agosto.                    |
|                                                                       | Moinho de vento (propriedade de Manuel Vasconcelos Moniz), Rochela              | Arquitectura civil                                                    | Moinho de vento                                                       | São Mateus                                                            | IIM                                                                   | Resolução n.º 234/96, de 3 de Outubro, e n.º 7 do artigo 58.º do Decreto Legislativo Regional n.º 29/2004/A, de 24 de Agosto.                    |
|                                                                       | Moinho de vento (propriedade de João Maria da Cunha Moniz), Rochela             | Arquitectura civil                                                    | Moinho de vento                                                       | São Mateus                                                            | IIM                                                                   | Resolução n.º 234/96, de 3 de Outubro, e n.º 7 do artigo 58.º do Decreto Legislativo Regional n.º 29/2004/A, de 24 de Agosto.                    |
|                                                                       | Moinho de vento (propriedade da Câmara Municipal), Caminho de Cima              | Arquitectura civil                                                    | Moinho de vento                                                       | Luz                                                                   | IIM                                                                   | Resolução n.º 234/96, de 3 de Outubro, e n.º 7 do artigo 58.º do Decreto Legislativo Regional n.º 29/2004/A, de 24 de Agosto.                    |
|                                                                       | Moinho de vento das Fontes, Fontes                                              | Arquitectura civil                                                    | Moinho de vento                                                       | Santa Cruz da Graciosa                                                | IIM                                                                   | Resolução n.º 234/96, de 3 de Outubro, e n.º 7 do artigo 58.º do Decreto Legislativo Regional n.º 29/2004/A, de 24 de Agosto..                   |
|                                                                       | Moinho de vento (propriedade de João Carlos Bettencourt), Fontes                | Arquitectura civil                                                    | Moinho de vento                                                       | Santa Cruz da Graciosa                                                | IIM                                                                   | Resolução n.º 234/96, de 3 de Outubro, e n.º 7 do artigo 58.º do Decreto Legislativo Regional n.º 29/2004/A, de 24 de Agosto.                    |
|                                                                       | Moinho de vento do Pico das Mentiras                                            | Arquitectura civil                                                    | Moinho de vento                                                       | Santa Cruz da Graciosa                                                | IIM                                                                   | Resolução n.º 234/96, de 3 de Outubro, e n.º 7 do artigo 58.º do Decreto Legislativo Regional n.º 29/2004/A, de 24 de Agosto.                    |
|                                                                       | Moinho de vento (propriedade Luís Correia do Carmo Bettencourt), Corpo Santo    | Arquitectura civil                                                    | Moinho de vento                                                       | Santa Cruz da Graciosa                                                | IIM                                                                   | Resolução n.º 79/97, de 10 de Abril, e n.º 7 do artigo 58.º do Decreto Legislativo Regional n.º 29/2004/A, de 24 de Agosto.                      |
|                                                                       | Moinho de vento (propriedade de João Luís Bettencourt de Melo e Silva), Rochela | Arquitectura civil                                                    | Moinho de vento                                                       | São Mateus                                                            | IIM                                                                   | Resolução n.º 76/98, de 16 de Abril, e n.º 7 do artigo 58.º do Decreto Legislativo Regional n.º 29/2004/A, de 24 de Agosto.                      |
|                                                                       | Moinho de vento da Rua Fontes Pereira de Melo                                   | Arquitectura civil                                                    | Moinho de vento                                                       | Luz                                                                   | IIM                                                                   | Resolução n.º 40/2000, de 2 de Março, e n.º 7 do artigo 58.º do Decreto Legislativo Regional n.º 29/2004/A, de 24 de Agosto.                     |

Legenda: IIM – Imóvel de Interesse Municipal; IIP – Imóvel de Interesse Público; MN – Monumento Nacional; MR – Monumento Regional; VC – Em vias de classificação; PM – Património Mundial.
| Lista dos imóveis cuja classificação foi consumida por inclusão no conjunto classificado da Zona Classificada de Santa Cruz da Graciosa | Lista dos imóveis cuja classificação foi consumida por inclusão no conjunto classificado da Zona Classificada de Santa Cruz da Graciosa | Lista dos imóveis cuja classificação foi consumida por inclusão no conjunto classificado da Zona Classificada de Santa Cruz da Graciosa | Lista dos imóveis cuja classificação foi consumida por inclusão no conjunto classificado da Zona Classificada de Santa Cruz da Graciosa | Lista dos imóveis cuja classificação foi consumida por inclusão no conjunto classificado da Zona Classificada de Santa Cruz da Graciosa | Lista dos imóveis cuja classificação foi consumida por inclusão no conjunto classificado da Zona Classificada de Santa Cruz da Graciosa | Lista dos imóveis cuja classificação foi consumida por inclusão no conjunto classificado da Zona Classificada de Santa Cruz da Graciosa              |
| id | Imóvel classificado | Categoria | Tipologia | Freguesia | Grau | Ano e diploma de classificação |
| --- | --- | --- | --- | --- | --- | --- |
| | Igreja Matriz de Santa Cruz da Graciosa                                                                                                 | Arquitectura religiosa | Igreja | Santa Cruz da Graciosa | IIP | Resolução n.º 58/96, de 4 de Abril. A classificação foi consumida por o imóvel se situar no interior da Zona Classificada de Santa Cruz da Graciosa. |

Legenda: IIM – Imóvel de Interesse Municipal; IIP – Imóvel de Interesse Público; MN – Monumento Nacional; MR – Monumento Regional; VC – Em vias de classificação; PM – Património Mundial.

## Ilha de Santa Maria

### ConcelhodeVila do Porto
| Lista dos imóveis classificados no concelho de Vila do Porto | Lista dos imóveis classificados no concelho de Vila do Porto | Lista dos imóveis classificados no concelho de Vila do Porto | Lista dos imóveis classificados no concelho de Vila do Porto | Lista dos imóveis classificados no concelho de Vila do Porto | Lista dos imóveis classificados no concelho de Vila do Porto | Lista dos imóveis classificados no concelho de Vila do Porto                                                                  |
| id                                                           | Imóvel classificado                                          | Categoria                                                    | Tipologia                                                    | Freguesia                                                    | Grau                                                         | Ano e diploma de classificação                                                                                                |
| ------------------------------------------------------------ | ------------------------------------------------------------ | ------------------------------------------------------------ | ------------------------------------------------------------ | ------------------------------------------------------------ | ------------------------------------------------------------ | --- |
|                                                              | Zona Classificada de Vila do Porto                           | Arquitectura civil                                           | Conjunto classificado                                        | Vila do Porto                                                | IIP                                                          | Decreto Legislativo Regional n.º 22/92/A, de 21 de Outubro.                                                                   |
|                                                              | Igreja de Santo Espírito                                     | Arquitectura religiosa                                       | Igreja                                                       | Santo Espírito                                               | IIP                                                          | Decreto n.º 41 191, de 18 de Julho de 1957.                                                                                   |
|                                                              | Ermida de Nossa Senhora dos Anjos                            | Arquitectura religiosa                                       | Capela                                                       | Vila do Porto                                                | IIP                                                          | Resolução n.º 58/2001, de 17 de Maio.                                                                                         |
|                                                              | Moinho de vento da Lapa                                      | Arquitectura civil                                           | Moinho de vento                                              | Santo Espírito                                               | IIM                                                          | Resolução n.º 234/96, de 3 de Outubro, e n.º 7 do artigo 58.º do Decreto Legislativo Regional n.º 29/2004/A, de 24 de Agosto. |
|                                                              | Moinho de vento da Lapa de Cima                              | Arquitectura civil                                           | Moinho de vento                                              | Santo Espírito                                               | IIM                                                          | Resolução n.º 234/96, de 3 de Outubro, e n.º 7 do artigo 58.º do Decreto Legislativo Regional n.º 29/2004/A, de 24 de Agosto. |
|                                                              | Moinho de vento do Arrebentão                                | Arquitectura civil                                           | Moinho de vento                                              | Santa Bárbara                                                | IIM                                                          | Resolução n.º 234/96, de 3 de Outubro, e n.º 7 do artigo 58.º do Decreto Legislativo Regional n.º 29/2004/A, de 24 de Agosto. |
|                                                              | Moinho de água da Ribeira Grande                             | Arquitectura civil                                           | Azenha                                                       | Vila do Porto                                                | IIM                                                          | Resolução n.º 234/96, de 3 de Outubro, e n.º 7 do artigo 58.º do Decreto Legislativo Regional n.º 29/2004/A, de 24 de Agosto. |
|                                                              | Moinho de água do Calhau da Roupa                            | Arquitectura civil                                           | Azenha                                                       | Vila do Porto                                                | IIM                                                          | Resolução n.º 234/96, de 3 de Outubro, e n.º 7 do artigo 58.º do Decreto Legislativo Regional n.º 29/2004/A, de 24 de Agosto. |
|                                                              | Moinho de água de Santa Bárbara, Estrada Regional            | Arquitectura civil                                           | Azenha                                                       | Santa Bárbara                                                | IIM                                                          | Resolução n.º 234/96, de 3 de Outubro, e n.º 7 do artigo 58.º do Decreto Legislativo Regional n.º 29/2004/A, de 24 de Agosto. |

Legenda: IIM – Imóvel de Interesse Municipal; IIP – Imóvel de Interesse Público; MN – Monumento Nacional; MR – Monumento Regional; VC – Em vias de classificação; PM – Património Mundial.
| Lista dos imóveis cuja classificação foi consumida por inclusão no conjunto classificado da Zona Classificada de Vila do Porto | Lista dos imóveis cuja classificação foi consumida por inclusão no conjunto classificado da Zona Classificada de Vila do Porto | Lista dos imóveis cuja classificação foi consumida por inclusão no conjunto classificado da Zona Classificada de Vila do Porto | Lista dos imóveis cuja classificação foi consumida por inclusão no conjunto classificado da Zona Classificada de Vila do Porto | Lista dos imóveis cuja classificação foi consumida por inclusão no conjunto classificado da Zona Classificada de Vila do Porto | Lista dos imóveis cuja classificação foi consumida por inclusão no conjunto classificado da Zona Classificada de Vila do Porto | Lista dos imóveis cuja classificação foi consumida por inclusão no conjunto classificado da Zona Classificada de Vila do Porto                            |
| id | Imóvel classificado | Categoria | Tipologia | Freguesia | Grau | Ano e diploma de classificação |
| --- | --- | --- | --- | --- | --- | --- |
| | Casa do 3.º Capitão do Donatário                                                                                               | Arquitectura civil | Habitação | Vila do Porto | IIP | Decreto n.º 44 452, de 5 de Julho de 1962. A classificação foi consumida por o imóvel estar localizado no interior da Zona Classificada de Vila do Porto. |
| | Igreja e convento de S. Francisco de Vila do Porto                                                                             | Arquitectura religiosa | Igreja | Vila do Porto | IIP | Decreto n.º 251/70, de 3 de Junho. A classificação foi consumida por o imóvel estar localizado no interior da Zona Classificada de Vila do Porto.         |
| | Prédio na Rua Teófilo Braga, 124                                                                                               | Arquitectura civil | Habitação | Vila do Porto | IIP | Resolução n.º 64/84, de 30 de Abril. A classificação foi consumida por o imóvel estar localizado no interior da Zona Classificada de Vila do Porto.       |

Legenda: IIM – Imóvel de Interesse Municipal; IIP – Imóvel de Interesse Público; MN – Monumento Nacional; MR – Monumento Regional; VC – Em vias de classificação; PM – Património Mundial.

## Ilha de São Jorge

### ConcelhodaCalheta
| Lista dos imóveis classificados no concelho de Calheta | Lista dos imóveis classificados no concelho de Calheta                                 | Lista dos imóveis classificados no concelho de Calheta | Lista dos imóveis classificados no concelho de Calheta | Lista dos imóveis classificados no concelho de Calheta | Lista dos imóveis classificados no concelho de Calheta | Lista dos imóveis classificados no concelho de Calheta                                                                          |
| id                                                     | Imóvel classificado                                                                    | Categoria                                              | Tipologia                                              | Freguesia                                              | Grau                                                   | Ano e diploma de classificação                                                                                                  |
| ------------------------------------------------------ | -------------------------------------------------------------------------------------- | ------------------------------------------------------ | ------------------------------------------------------ | ------------------------------------------------------ | ------------------------------------------------------ | --- |
|                                                        | Casa dos Tiagos e ermida anexa                                                         | Arquitectura civil                                     | Habitação                                              | Vila do Topo                                           | IIP                                                    | Resolução n.º 7/99, de 11 de Fevereiro.                                                                                         |
|                                                        | Solar dos Noronhas, logradouros, capela e construções anexas (granel, eira e cisterna) | Arquitectura civil                                     | Habitação                                              | Ribeira Seca                                           | IIM                                                    | Resolução n.º 146/95, de 10 de Agosto.                                                                                          |
|                                                        | Casa Gaspar da Silva                                                                   | Arquitectura civil                                     | Habitação                                              | Ribeira Seca                                           | IIM                                                    | Resolução n.º 191/98, de 6 de Agosto.                                                                                           |
|                                                        | Moinho de água (propriedade de José dos Santos Borges), Caldeira de Cima               | Arquitectura civil                                     | Azenha                                                 | Ribeira Seca                                           | IIM                                                    | Resolução n.º 223/98, de 5 de Novembro, e n.º 7 do artigo 58.º do Decreto Legislativo Regional n.º 29/2004/A, de 24 de Agosto.  |
|                                                        | Moinho de água (propriedade de Helena Leonor Silveira), Canada da Saudade              | Arquitectura civil                                     | Azenha                                                 | Ribeira Seca                                           | IIM                                                    | Resolução n.º 225/98, de 5 de Novembro, e n.º 7 do artigo 58.º do Decreto Legislativo Regional n.º 29/2004/A, de 24 de Agosto.  |
|                                                        | Moinho de água (propriedade de João Evangelista Oliveira), Pico da Forca               | Arquitectura civil                                     | Azenha                                                 | Vila do Topo                                           | IIM                                                    | Resolução n.º 226/98, de 5 de Novembro, e n.º 7 do artigo 58.º do Decreto Legislativo Regional n.º 29/2004/A, de 24 de Agosto.  |
|                                                        | Moinho de água da Fajã de São João                                                     | Arquitectura civil                                     | Azenha                                                 | Santo Antão                                            | IIM                                                    | Resolução n.º 10/2000, de 27 de Janeiro, e n.º 7 do artigo 58.º do Decreto Legislativo Regional n.º 29/2004/A, de 24 de Agosto. |
|                                                        | Moinho de vento (propriedade de João Azevedo Quadros), Fajã Grande                     | Arquitectura civil                                     | Moinho de vento                                        | Vila da Calheta                                        | IIM                                                    | Resolução n.º 37/2000, de 2 de Março, e n.º 7 do artigo 58.º do Decreto Legislativo Regional n.º 29/2004/A, de 24 de Agosto.    |
|                                                        | Moinho de vento (propriedade de João Bernardo Nascimento), Fajã Grande                 | Arquitectura civil                                     | Moinho de vento                                        | Vila da Calheta                                        | IIM                                                    | Resolução n.º 39/2000, de 2 de Março, e n.º 7 do artigo 58.º do Decreto Legislativo Regional n.º 29/2004/A, de 24 de Agosto.    |

Legenda: IIM – Imóvel de Interesse Municipal; IIP – Imóvel de Interesse Público; MN – Monumento Nacional; MR – Monumento Regional; VC – Em vias de classificação; PM – Património Mundial.

### ConcelhodeVelas
| Lista dos imóveis classificados no concelho de Velas | Lista dos imóveis classificados no concelho de Velas                 | Lista dos imóveis classificados no concelho de Velas | Lista dos imóveis classificados no concelho de Velas | Lista dos imóveis classificados no concelho de Velas | Lista dos imóveis classificados no concelho de Velas | Lista dos imóveis classificados no concelho de Velas                                                                           |
| id                                                   | Imóvel classificado                                                  | Categoria                                            | Tipologia                                            | Freguesia                                            | Grau                                                 | Ano e diploma de classificação                                                                                                 |
| ---------------------------------------------------- | -------------------------------------------------------------------- | ---------------------------------------------------- | ---------------------------------------------------- | ---------------------------------------------------- | ---------------------------------------------------- | --- |
|                                                      | Igreja de Santa Bárbara das Manadas                                  | Arquitectura religiosa                               | Igreja                                               | Manadas                                              | IIP                                                  | Decreto n.º 37 728, de 5 de Janeiro de 1950.                                                                                   |
|                                                      | Paços do Concelho de Velas                                           | Arquitectura civil                                   | Edifício público                                     | Vila das Velas                                       | IIP                                                  | Resolução n.º 64/84 de 30 de Abril.                                                                                            |
|                                                      | Moinho de vento (propriedade de Rosa Maria Ferreira da Silva Soares) | Arquitectura civil                                   | Moinho de vento                                      | Urzelina                                             | IIM                                                  | Resolução n.º 234/96, de 3 de Outubro, e n.º 7 do artigo 58.º do Decreto Legislativo Regional n.º 29/2004/A, de 24 de Agosto.  |
|                                                      | Moinho de vento (propriedade de José Correia Rosa), Queimada         | Arquitectura civil                                   | Moinho de vento                                      | Santo Amaro                                          | IIM                                                  | Resolução n.º 227/98, de 5 de Novembro, e n.º 7 do artigo 58.º do Decreto Legislativo Regional n.º 29/2004/A, de 24 de Agosto. |
|                                                      | Moinho de vento das Ladeiras                                         | Arquitectura civil                                   | Moinho de vento                                      | Manadas                                              | IIM                                                  | Resolução n.º 38/2000, de 2 de Março, e n.º 7 do artigo 58.º do Decreto Legislativo Regional n.º 29/2004/A, de 24 de Agosto.   |
|                                                      | Casa dos Mistérios, Boa Hora                                         | Arquitectura civil                                   | Habitação                                            | Santo Amaro                                          | IIM                                                  | Resolução n.º 130/2000, de 17 de Agosto.                                                                                       |
|                                                      | Moinho de vento (propriedade de João Fernando Soares Pereira), Beira | Arquitectura civil                                   | Moinho de vento                                      | Velas                                                | IIM                                                  | Resolução n.º 65/2001, de 17 de Maio, e n.º 7 do artigo 58.º do Decreto Legislativo Regional n.º 29/2004/A, de 24 de Agosto.   |

Legenda: IIM – Imóvel de Interesse Municipal; IIP – Imóvel de Interesse Público; MN – Monumento Nacional; MR – Monumento Regional; VC – Em vias de classificação; PM – Património Mundial.

## Ilha de São Miguel

### ConcelhodeLagoa
| Lista dos imóveis classificados no concelho de Lagoa | Lista dos imóveis classificados no concelho de Lagoa        | Lista dos imóveis classificados no concelho de Lagoa | Lista dos imóveis classificados no concelho de Lagoa | Lista dos imóveis classificados no concelho de Lagoa | Lista dos imóveis classificados no concelho de Lagoa | Lista dos imóveis classificados no concelho de Lagoa |
| id                                                   | Imóvel classificado                                         | Categoria                                            | Tipologia                                            | Freguesia                                            | Grau                                                 | Ano e diploma de classificação                       |
| ---------------------------------------------------- | ----------------------------------------------------------- | ---------------------------------------------------- | ---------------------------------------------------- | ---------------------------------------------------- | ---------------------------------------------------- | ---------------------------------------------------- |
|                                                      | Ermida de Nossa Senhora dos Remédios, Remédios              | Arquitectura religiosa                               | Igreja                                               | Santa Cruz                                           | IIP                                                  | Resolução n.º 98/80, de 16 de Setembro.              |
|                                                      | Solar da Atalhada                                           | Arquitectura civil                                   | Habitação                                            | Rosário                                              | IIP                                                  | Resolução n.º 64/84, de 30 de Abril.                 |
|                                                      | Convento dos Frades (Convento de São Francisco da Lagoa)    | Arquitectura religiosa                               | Igreja                                               | Santa Cruz                                           | IIP                                                  | Resolução n.º 55/2001, de 17 de Maio.                |
|                                                      | Ermida de Nossa Senhora do Cabo                             | Arquitectura religiosa                               | Capela                                               | Rosário                                              | IIP                                                  | Resolução n.º 106/2001, de 2 de Agosto.              |
|                                                      | Casa da Rocha Quebrada (Estrada Regional), Atalhada         | Arquitectura civil                                   | Habitação                                            | Rosário                                              | IIM                                                  | Resolução n.º 188/98, de 6 de Agosto.                |
|                                                      | Casa e ermida de Nossa Senhora do Pópulo, Pópulo de Cima)   | Arquitectura civil                                   | Habitação                                            | Rosário                                              | IIM                                                  | Resolução n.º 103/2000, de 6 de Julho.               |
|                                                      | Calçada e mirante da Quinta da Laranja da Canada dos Padres | Arquitectura civil                                   | Habitação                                            | Rosário                                              | IIM                                                  | Resolução n.º 23/2002, de 10 de Janeiro.             |
|                                                      | Solar da Rocha Quebrada, na Rua da Rocha Quebrada, Atalhada | Arquitectura civil                                   | Habitação                                            | Rosário                                              | IIM                                                  | Resolução n.º 173/2002, de 24 de Outubro.            |

Legenda: IIM – Imóvel de Interesse Municipal; IIP – Imóvel de Interesse Público; MN – Monumento Nacional; MR – Monumento Regional; VC – Em vias de classificação; PM – Património Mundial.

### ConcelhodeNordeste
| Lista dos imóveis classificados no concelho de Nordeste | Lista dos imóveis classificados no concelho de Nordeste         | Lista dos imóveis classificados no concelho de Nordeste | Lista dos imóveis classificados no concelho de Nordeste | Lista dos imóveis classificados no concelho de Nordeste | Lista dos imóveis classificados no concelho de Nordeste | Lista dos imóveis classificados no concelho de Nordeste                                                                     |
| id                                                      | Imóvel classificado                                             | Categoria                                               | Tipologia                                               | Freguesia                                               | Grau                                                    | Ano e diploma de classificação                                                                                              |
| ------------------------------------------------------- | --------------------------------------------------------------- | ------------------------------------------------------- | ------------------------------------------------------- | ------------------------------------------------------- | ------------------------------------------------------- | --- |
|                                                         | 3 moinhos de água na Ribeira dos Caldeirões (moinhos da Câmara) | Arquitectura civil                                      | Azenha                                                  | Achada                                                  | IIM                                                     | Resolução n.º 79/97, de 10 de Abril, e n.º 7 do artigo 58.º do Decreto Legislativo Regional n.º 29/2004/A, de 24 de Agosto. |
|                                                         | 2 moinhos de água na Ribeira do Guilherme (moinhos da Câmara)   | Arquitectura civil                                      | Azenha                                                  | Nordeste                                                | IIM                                                     | Resolução n.º 79/97, de 10 de Abril, e n.º 7 do artigo 58.º do Decreto Legislativo Regional n.º 29/2004/A, de 24 de Agosto. |
|                                                         | Casa de habitação e anexos sita na Rua David Dias Pimentel      | Arquitectura civil                                      | Habitação                                               | Algarvia                                                | IIM                                                     | Resolução n.º 199/2002, de 26 de Dezembro.                                                                                  |

Legenda: IIM – Imóvel de Interesse Municipal; IIP – Imóvel de Interesse Público; MN – Monumento Nacional; MR – Monumento Regional; VC – Em vias de classificação; PM – Património Mundial.

### ConcelhodePonta Delgada
| Lista dos imóveis classificados no concelho de Ponta Delgada | Lista dos imóveis classificados no concelho de Ponta Delgada                          | Lista dos imóveis classificados no concelho de Ponta Delgada | Lista dos imóveis classificados no concelho de Ponta Delgada | Lista dos imóveis classificados no concelho de Ponta Delgada | Lista dos imóveis classificados no concelho de Ponta Delgada | Lista dos imóveis classificados no concelho de Ponta Delgada |
| id                                                           | Imóvel classificado                                                                   | Categoria                                                    | Tipologia                                                    | Freguesia                                                    | Grau                                                         | Ano e diploma de classificação |
| ------------------------------------------------------------ | ------------------------------------------------------------------------------------- | ------------------------------------------------------------ | ------------------------------------------------------------ | ------------------------------------------------------------ | ------------------------------------------------------------ | --- |
|                                                              | Palácio de Sant'Ana e seu parque anexo                                                | Arquitectura civil                                           | Edifício público                                             | São Sebastião                                                | IIP MR                                                       | Resolução n.º 64/84, de 30 de Abril, Resolução n.º 107/2000, de 6 de Julho, e alínea c) do n.º 1 do artigo 57.º do Decreto Legislativo Regional n.º 29/2004/A, de 24 de Agosto.  |
|                                                              | Igreja de Nossa Senhora da Conceição (Ponta Delgada)                                  | Arquitectura religiosa                                       | Igreja                                                       | São José                                                     | IIP                                                          | Decreto n.º 37 450, de 16 de Junho de 1949. |
|                                                              | Igreja do Colégio dos Jesuítas                                                        | Arquitectura religiosa                                       | Igreja                                                       | São Sebastião                                                | IIP                                                          | Decreto n.º 39 175, de 17 de Abril de 1953. |
|                                                              | Convento da Esperança                                                                 | Arquitectura religiosa                                       | Igreja                                                       | São José                                                     | IIP                                                          | Decreto n.º 39 175, de 17 de Abril de 1953. |
|                                                              | Portas da Cidade de Ponta Delgada                                                     | Arquitectura civil                                           | Edifício público                                             | São Sebastião                                                | IIP                                                          | Decreto n.º 39 175, de 17 de Abril de 1953. |
|                                                              | Igreja e convento de Santo André                                                      | Arquitectura religiosa                                       | Igreja                                                       | São Sebastião                                                | IIP                                                          | Decreto n.º 39 175, de 17 de Abril de 1953. |
|                                                              | Igreja de São José e seu claustro                                                     | Arquitectura religiosa                                       | Igreja                                                       | São José                                                     | IIP                                                          | Decreto n.º 39 175, de 17 de Abril de 1953. |
|                                                              | Igreja Matriz de São Sebastião                                                        | Arquitectura religiosa                                       | Igreja                                                       | São Sebastião                                                | IIP                                                          | Decreto n.º 39 175, de 17 de Abril de 1953. |
|                                                              | Forte de São Brás de Ponta Delgada                                                    | Arquitectura militar                                         | Forte                                                        | São José                                                     | IIP                                                          | Decreto n.º 39 175, de 17 de Abril de 1953. |
|                                                              | Solar dos Condes de Albuquerque, Rua do Contador, 2-10                                | Arquitectura civil                                           | Habitação                                                    | São Sebastião                                                | IIP                                                          | Decreto n.º 129/77, de 29 de Setembro. |
|                                                              | Palácio de Fonte Bela (actual Escola Secundária Antero de Quental)                    | Arquitectura civil                                           | Habitação                                                    | São José                                                     | IIP                                                          | Resolução n.º 41/80, de 11 de Junho. |
|                                                              | Recolhimento e igreja de Santa Bárbara                                                | Arquitectura religiosa                                       | Igreja                                                       | São Sebastião                                                | IIP                                                          | Resolução n.º 98/80, de 16 de Setembro. |
|                                                              | Palácio da Conceição                                                                  | Arquitectura civil                                           | Edifício público                                             | São José                                                     | IIP                                                          | Resolução n.º 68/81, de 28 de Julho. |
|                                                              | Prédio no Campo de São Francisco, 15-19                                               | Arquitectura civil                                           | Habitação                                                    | São José                                                     | IIP                                                          | Resolução n.º 64/84, de 30 de Abril. |
|                                                              | Prédio na Rua Dr. Luís Bettencourt, 24-28                                             | Arquitectura civil                                           | Habitação                                                    | São Sebastião                                                | IIP                                                          | Resolução n.º 64/84, de 30 de Abril. |
|                                                              | Prédio (incluindo o granel) na Rua Marquês da Praia e Monforte, 12-36                 | Arquitectura civil                                           | Habitação                                                    | São José                                                     | IIP                                                          | Resolução n.º 64/84, de 30 de Abril. |
|                                                              | Prédio na Rua Marquês da Praia e Monforte, 33-37                                      | Arquitectura civil                                           | Habitação                                                    | São José                                                     | IIP                                                          | Resolução n.º 64/84, de 30 de Abril. |
|                                                              | Prédio na Rua do Melo, 62                                                             | Arquitectura civil                                           | Habitação                                                    | São Sebastião                                                | IIP                                                          | Resolução n.º 64/84, de 30 de Abril. |
|                                                              | Prédio na Rua Dr. Guilherme Poças, 14                                                 | Arquitectura civil                                           | Habitação                                                    | São Sebastião                                                | IIP                                                          | Resolução n.º 64/84, de 30 de Abril. |
|                                                              | Escola Roberto Ivens, Rua do Mercado, 5                                               | Arquitectura civil                                           | Edifício público                                             | São Pedro                                                    | IIP                                                          | Resolução n.º 64/84, de 30 de Abril. |
|                                                              | Prédio no Largo Mártires da Pátria, 15-19                                             | Arquitectura civil                                           | Habitação                                                    | São José                                                     | IIP                                                          | Resolução n.º 64/84, de 30 de Abril. |
|                                                              | Solar de São Joaquim, Rua São Joaquim, 12                                             | Arquitectura civil                                           | Habitação                                                    | São Sebastião                                                | IIP                                                          | Resolução n.º 64/84, de 30 de Abril. |
|                                                              | Solar de Nossa Senhora do Parto, Rua de S. Francisco Xavier                           | Arquitectura civil                                           | Habitação                                                    | São José                                                     | IIP                                                          | Resolução n.º 64/84, de 30 de Abril. |
|                                                              | Solar de Santa Catarina, Rua Direita de Santa Catarina                                | Arquitectura civil                                           | Habitação                                                    | São José                                                     | IIP                                                          | Resolução n.º 64/84, de 30 de Abril. |
|                                                              | Prédio na Rua Margarida de Chaves, 28                                                 | Arquitectura civil                                           | Habitação                                                    | São Sebastião                                                | IIP                                                          | Resolução n.º 64/84, de 30 de Abril. |
|                                                              | Solar do Barão das Laranjeiras, Rua Direita das Laranjeiras                           | Arquitectura civil                                           | Habitação                                                    | São Pedro                                                    | IIP                                                          | Resolução n.º 64/84, de 30 de Abril. |
|                                                              | Prédio na Rua Ernesto do Canto, 25-33                                                 | Arquitectura civil                                           | Habitação                                                    | São Pedro                                                    | IIP                                                          | Resolução n.º 64/84, de 30 de Abril. |
|                                                              | Prédio na Rua Direita, 97                                                             | Arquitectura civil                                           | Habitação                                                    | Fajã de Baixo                                                | IIP                                                          | Resolução n.º 64/84, de 30 de Abril. |
|                                                              | Igreja Paroquial de São Pedro                                                         | Arquitectura religiosa                                       | Igreja                                                       | São Pedro                                                    | IIP                                                          | Resolução n.º 64/84, de 30 de Abril. |
|                                                              | Ermida de São Brás                                                                    | Arquitectura religiosa                                       | Capela                                                       | São Sebastião                                                | IIP                                                          | Resolução n.º 64/84, de 30 de Abril. |
|                                                              | Ermida e ruínas do Recolhimento de Sant’Ana                                           | Arquitectura religiosa                                       | Convento                                                     | São Sebastião                                                | IIP                                                          | Resolução n.º 64/84, de 30 de Abril. |
|                                                              | Igreja Paroquial de Nossa Senhora dos Anjos                                           | Arquitectura religiosa                                       | Igreja                                                       | Fajã de Baixo                                                | IIP                                                          | Resolução n.º 64/84, de 30 de Abril. |
|                                                              | Prédio anexo à Igreja do Colégio, Largo do Colégio                                    | Arquitectura civil                                           | Habitação                                                    | São Sebastião                                                | IIP                                                          | Resolução n.º 64/84, de 30 de Abril. |
|                                                              | Prédio na Canada das Necessidades                                                     | Arquitectura civil                                           | Habitação                                                    | Livramento                                                   | IIP                                                          | Resolução n.º 64/84, de 30 de Abril. |
|                                                              | Convento de Belém, Prestes                                                            | Arquitectura religiosa                                       | Convento                                                     | São Roque                                                    | IIP                                                          | Resolução n.º 64/84, de 30 de Abril. |
|                                                              | Imóvel na Rua Agostinho Pacheco                                                       | Arquitectura civil                                           | Habitação                                                    | São José                                                     | IIP                                                          | Resolução n.º 64/84, de 30 de Abril. |
|                                                              | Palácio José do Canto, jardim e estufa, Rua José do Canto, 9                          | Arquitectura civil                                           | Habitação                                                    | São Sebastião                                                | IIP                                                          | Resolução n.º 144/95, 10 de Agosto. |
|                                                              | Solar de Nossa Senhora do Bom Sucesso, Rua Direita do Ramalho                         | Arquitectura civil                                           | Habitação                                                    | Santa Clara                                                  | IIP                                                          | Resolução n.º 74/2000, de 20 de Abril. |
|                                                              | Teatro Micaelense                                                                     | Arquitectura civil                                           | Edifício público                                             | São Sebastião                                                | IIP                                                          | Resolução n.º 35/2002, de 7 de Fevereiro. |
|                                                              | Exemplar de metrosídero (Metrosideros excelsa Gaertn.), Campo de São Francisco        | Árvore classificada                                          | Árvore                                                       | São José                                                     | IIM                                                          | Despacho publicado no Diário do Governo, II Série, n.º 126, de 28 de Maio de 1965, e alínea a) do artigo 59.º do Decreto Legislativo Regional n.º 29/2004/A, de 24 de Agosto.    |
|                                                              | Exemplar de árvore-da-borracha (Ficus sp.), Jardim António Borges, Bairro da Vitória  | Árvore classificada                                          | Árvore                                                       | São José                                                     | IIM                                                          | Despacho publicado no Diário do Governo, II Série, n.º 238, de 14 de Outubro de 1970, e alínea a) do artigo 59.º do Decreto Legislativo Regional n.º 29/2004/A, de 24 de Agosto. |
|                                                              | Solar Scholtze/Berquós, Rua José do Canto, 9                                          | Arquitectura civil                                           | Habitação                                                    | São Sebastião                                                | IIM                                                          | Resolução n.º 18/93, de 11 de Fevereiro. |
|                                                              | Solar do Carmo, Rua da Glória                                                         | Arquitectura civil                                           | Habitação                                                    | Livramento                                                   | IIM                                                          | Resolução n.º 18/93, de 11 de Fevereiro. |
|                                                              | Moinho de vento do Pico do Cavalo                                                     | Arquitectura civil                                           | Moinho de vento                                              | Ginetes                                                      | IIM                                                          | Resolução n.º 234/96, de 3 de Outubro, e n.º 7 do artigo 58.º do Decreto Legislativo Regional n.º 29/2004/A, de 24 de Agosto.                                                    |
|                                                              | Moinho de vento do Pico Vermelho, Ajuda da Bretanha                                   | Arquitectura civil                                           | Moinho de vento                                              | Ajuda da Bretanha                                            | IIM                                                          | Resolução n.º 234/96, de 3 de Outubro, e n.º 7 do artigo 58.º do Decreto Legislativo Regional n.º 29/2004/A, de 24 de Agosto.                                                    |
|                                                              | Moinho de vento da Rua da Praça                                                       | Arquitectura civil                                           | Moinho de vento                                              | Vilas de Capelas                                             | IIM                                                          | Resolução n.º 79/97, de 10 de Abril, e n.º 7 do artigo 58.º do Decreto Legislativo Regional n.º 29/2004/A, de 24 de Agosto.                                                      |
|                                                              | Moinho de vento da Estrada Nova do Socorro                                            | Arquitectura civil                                           | Moinho de vento                                              | Candelária                                                   | IIM                                                          | Resolução n.º 89/2000, 4 de Maio, e n.º 7 do artigo 58.º do Decreto Legislativo Regional n.º 29/2004/A, de 24 de Agosto.                                                         |
|                                                              | Imóvel na Rua Domingos da Silva Costa, Pópulo de Cima                                 | Arquitectura civil                                           | Habitação                                                    | Livramento                                                   | IIM                                                          | Resolução n.º 172/2000, de 12 de Outubro. |
|                                                              | Quinta da Abelheira de Cima, casa, jardim e anexos, Caminho da Abelheira de Cima, 120 | Arquitectura civil                                           | Habitação                                                    | Fajã de Baixo                                                | IIM                                                          | Resolução n.º 139/2001, de 4 de Outubro. |

Legenda: IIM – Imóvel de Interesse Municipal; IIP – Imóvel de Interesse Público; MN – Monumento Nacional; MR – Monumento Regional; VC – Em vias de classificação; PM – Património Mundial.

### ConcelhodePovoação
| Lista dos imóveis classificados no concelho de Povoação | Lista dos imóveis classificados no concelho de Povoação               | Lista dos imóveis classificados no concelho de Povoação | Lista dos imóveis classificados no concelho de Povoação | Lista dos imóveis classificados no concelho de Povoação | Lista dos imóveis classificados no concelho de Povoação | Lista dos imóveis classificados no concelho de Povoação |
| id                                                      | Imóvel classificado                                                   | Categoria                                               | Tipologia                                               | Freguesia                                               | Grau                                                    | Ano e diploma de classificação |
| ------------------------------------------------------- | --------------------------------------------------------------------- | ------------------------------------------------------- | ------------------------------------------------------- | ------------------------------------------------------- | ------------------------------------------------------- | --- |
|                                                         | Igreja de Nossa Senhora do Rosário, Praça Velha, Mãe de Deus          | Arquitectura religiosa                                  | Igreja                                                  | Vila da Povoação                                        | IIP                                                     | Decreto n.º 129/77, de 29 de Setembro. |
|                                                         | Capela de Nossa Senhora das Vitórias, Lagoa das Furnas                | Arquitectura religiosa                                  | Igreja                                                  | Furnas                                                  | IIP                                                     | Resolução n.º 187/98, de 6 de Agosto e Resolução n.º 56/2001, de 17 de Maio. |
|                                                         | Sequóia (Sequoia sempervirens (D. Don.) Endlicher), Lugar do Torninho | Árvore classificada                                     | Árvore                                                  | Furnas                                                  | IIM                                                     | Despacho publicado no Diário do Governo, II série, n.º 238, de 14 de Outubro de 1970, e alínea a) do artigo 59.º do Decreto Legislativo Regional n.º 29/2004/A, de 24 de Agosto. |
|                                                         | Casa e Parque das Murtas, Vale das Furnas                             | Arquitectura civil                                      | Habitação                                               | Furnas                                                  | IIM                                                     | Resolução n.º 144/97, de 31 de Julho. |
|                                                         | Edifício dos Paços do Concelho, Mãe de Deus,                          | Arquitectura civil                                      | Edifício público                                        | Vila da Povoação                                        | IIM                                                     | Resolução n.º 25/98, de 29 de Janeiro. |

Legenda: IIM – Imóvel de Interesse Municipal; IIP – Imóvel de Interesse Público; MN – Monumento Nacional; MR – Monumento Regional; VC – Em vias de classificação; PM – Património Mundial.

### ConcelhodeRibeira Grande
| Lista dos imóveis classificados no concelho de Ribeira Grande | Lista dos imóveis classificados no concelho de Ribeira Grande                 | Lista dos imóveis classificados no concelho de Ribeira Grande | Lista dos imóveis classificados no concelho de Ribeira Grande | Lista dos imóveis classificados no concelho de Ribeira Grande | Lista dos imóveis classificados no concelho de Ribeira Grande | Lista dos imóveis classificados no concelho de Ribeira Grande |
| id                                                            | Imóvel classificado                                                           | Categoria                                                     | Tipologia                                                     | Freguesia                                                     | Grau                                                          | Ano e diploma de classificação                                |
| ------------------------------------------------------------- | ----------------------------------------------------------------------------- | ------------------------------------------------------------- | ------------------------------------------------------------- | ------------------------------------------------------------- | ------------------------------------------------------------- | ------------------------------------------------------------- |
|                                                               | Igreja Matriz de Nossa Senhora da Estrela                                     | Arquitectura religiosa                                        | Igreja                                                        | Matriz                                                        | IIP                                                           | Decreto n.º 39 175, de 17 de Abril de 1953.                   |
|                                                               | Igreja da Misericórdia                                                        | Arquitectura religiosa                                        | Igreja                                                        | Matriz                                                        | IIP                                                           | Decreto n.º 39 175, de 17 de Abril de 1953.                   |
|                                                               | Ermida de Nossa Senhora da Conceição das Vinhas, na Estrada da Ribeira Grande | Arquitectura religiosa                                        | Igreja                                                        | Vila de Rabo de Peixe                                         | IIP                                                           | Resolução n.º 64/84, de 30 de Abril.                          |
|                                                               | Paços do Concelho da Ribeira Grande                                           | Arquitectura civil                                            | Edifício público                                              | Matiz                                                         | IIP                                                           | Resolução n.º 64/84, de 30 de Abril.                          |
|                                                               | Solar da Mafoma                                                               | Arquitectura civil                                            | Habitação                                                     | Ribeira Seca                                                  | IIP                                                           | Resolução n.º 64/84, de 30 de Abril.                          |
|                                                               | Igreja e claustro do Convento de São Francisco da Ribeira Grande              | Arquitectura religiosa                                        | Igreja                                                        | Conceição                                                     | IIP                                                           | Resolução n.º 64/84, de 30 de Abril.                          |
|                                                               | Solar de Nossa Senhora do Vencimento, Rua do Vencimento s/n                   | Arquitectura civil                                            | Habitação                                                     | Conceição                                                     | IIP                                                           | Resolução n.º 64/84, de 30 de Abril.                          |
|                                                               | Teatro Ribeiragrandense                                                       | Arquitectura civil                                            | Edifício público                                              | Matiz                                                         | IIP                                                           | Resolução n.º 152/89, de 5 de Dezembro.                       |
|                                                               | Casa das Calhetas, na Rua da Boa Viagem, s/n                                  | Arquitectura civil                                            | Habitação                                                     | Calhetas                                                      | IIM                                                           | Resolução n.º 18/93, de 11 de Fevereiro.                      |
|                                                               | Sede da Sociedade Filarmónica Progresso Norte                                 | Arquitectura civil                                            | Edifício público                                              | Vila de Rabo de Peixe                                         | IIM                                                           | Resolução n.º 9/2000, de 27 de Janeiro.                       |
|                                                               | Casa, ermida e treatro da Quinta de Nossa Senhora dos Prazeres                | Arquitectura civil                                            | Habitação                                                     | Pico da Pedra                                                 | IIM                                                           | Resolução n.º 174/2002, de 24 de Outubro.                     |

Legenda: IIM – Imóvel de Interesse Municipal; IIP – Imóvel de Interesse Público; MN – Monumento Nacional; MR – Monumento Regional; VC – Em vias de classificação; PM – Património Mundial.

### ConcelhodeVila Franca do Campo
| Lista dos imóveis classificados no concelho de Vila Franca do Campo | Lista dos imóveis classificados no concelho de Vila Franca do Campo | Lista dos imóveis classificados no concelho de Vila Franca do Campo | Lista dos imóveis classificados no concelho de Vila Franca do Campo | Lista dos imóveis classificados no concelho de Vila Franca do Campo | Lista dos imóveis classificados no concelho de Vila Franca do Campo | Lista dos imóveis classificados no concelho de Vila Franca do Campo |
| id                                                                  | Imóvel classificado                                                 | Categoria                                                           | Tipologia                                                           | Freguesia                                                           | Grau                                                                | Ano e diploma de classificação |
| ------------------------------------------------------------------- | ------------------------------------------------------------------- | ------------------------------------------------------------------- | ------------------------------------------------------------------- | ------------------------------------------------------------------- | ------------------------------------------------------------------- | --- |
|                                                                     | Igreja Paroquial de São Pedro                                       | Arquitectura religiosa                                              | Igreja                                                              | São Pedro                                                           | IIP                                                                 | Decreto n.º 47 508, de 24 de Janeiro de 1967. |
|                                                                     | Ermida de Santa Catarina                                            | Arquitectura religiosa                                              | Igreja                                                              | São Miguel                                                          | IIP                                                                 | Resolução n.º 64/84, de 30 de Abril. |
|                                                                     | Ermida de Nossa Senhora da Paz                                      | Arquitectura religiosa                                              | Igreja                                                              | São Miguel                                                          | IIP                                                                 | Resolução n.º 168/91, de 5 de Setembro, e n.º 3 da Resolução n.º 126/2004, de 9 de Setembro. |
|                                                                     | Igreja e Convento de São Francisco de Vila Franca do Campo          | Arquitectura religiosa                                              | Igreja                                                              | São Pedro                                                           | IIP                                                                 | Resolução 221/96, de 26 de Setembro. |
|                                                                     | 4 exemplares de dragoeiro (Dracaena draco L.) no lugar da Praia     | Arquitectura civil                                                  | Árvore classificada                                                 | Água de Alto                                                        | IIM                                                                 | Decreto Legislativo Regional n.º 8/82/A, de 14 de Junho, Decreto Regulamentar Regional n.º 30/83/A, de 22 de Julho, e alínea b) do artigo 59.º do Decreto Legislativo Regional n.º 29/2004/A, de 24 de Agosto. |
|                                                                     | Olaria e forno anexo na Rua Padre Lucindo                           | Arquitectura civil                                                  | Instalação tecnológica                                              | São Pedro                                                           | IIM                                                                 | Resolução n.º 89/88, de 10 de Maio. |

Legenda: IIM – Imóvel de Interesse Municipal; IIP – Imóvel de Interesse Público; MN – Monumento Nacional; MR – Monumento Regional; VC – Em vias de classificação; PM – Património Mundial.

## Ilha Terceira

### ConcelhodeAngra do Heroísmo
| Lista dos imóveis classificados no concelho de Angra do Heroísmo | Lista dos imóveis classificados no concelho de Angra do Heroísmo                                | Lista dos imóveis classificados no concelho de Angra do Heroísmo | Lista dos imóveis classificados no concelho de Angra do Heroísmo | Lista dos imóveis classificados no concelho de Angra do Heroísmo | Lista dos imóveis classificados no concelho de Angra do Heroísmo | Lista dos imóveis classificados no concelho de Angra do Heroísmo |
| id                                                               | Imóvel classificado                                                                             | Categoria                                                        | Tipologia                                                        | Freguesia                                                        | Grau                                                             | Ano e diploma de classificação |
| ---------------------------------------------------------------- | ----------------------------------------------------------------------------------------------- | ---------------------------------------------------------------- | ---------------------------------------------------------------- | ---------------------------------------------------------------- | ---------------------------------------------------------------- | --- |
|                                                                  | Zona Central da Cidade de Angra do Heroísmo                                                     | Zona urbana                                                      | Conjunto classificado                                            | Sé Conceição Santa Luzia São Pedro                               | PM MN MR                                                         | Decreto Legislativo Regional n.º 15/84/A, de 13 de Abril, Decreto Legislativo Regional n.º 29/99/A, de 31 de Julho, Decreto Legislativo Regional n.º 15/2004/A, de 6 de Abril, e artigo 10.º e alínea a) do artigo 57.º do Decreto Legislativo Regional n.º 29/2004/A, de 24 de Agosto. |
|                                                                  | Igreja Matriz de São Sebastião                                                                  | Arquitectura religiosa                                           | Igreja                                                           | Vila de São Sebastião                                            | IIP                                                              | Decreto n.º 38 147, de 5 de Janeiro de 1951. |
|                                                                  | Solar de Santa Catarina e capela anexa                                                          | Arquitectura civil                                               | Habitação                                                        | São Pedro                                                        | IIP                                                              | Resolução n.º 64/84, de 30 de Abril. |
|                                                                  | Fontanário armoriado do Rossio da Vila de São Sebastião                                         | Arquitectura civil                                               | Fontanário                                                       | São Sebastião                                                    | IIP                                                              | Resolução n.º 64/84, de 30 de Abril. |
|                                                                  | Solar dos Portões de S. Pedro, Portões de São Pedro, nº 6                                       | Arquitectura civil                                               | Habitação                                                        | São Pedro                                                        | IIP                                                              | Resolução n.º 189/98, de 6 de Agosto. |
|                                                                  | Casa Henrique de Castro, Caminho de Baixo                                                       | Arquitectura civil                                               | Habitação                                                        | São Pedro                                                        | IIP                                                              | Resolução n.º 219/98, de 5 de Novembro. |
|                                                                  | Quinta da Estrela, Caminho de Baixo                                                             | Arquitectura civil                                               | Habitação                                                        | São Pedro                                                        | IIP                                                              | Resolução n.º 175/99, de 18 de Novembro. |
|                                                                  | Exemplar de til (Ocotea foetens (Aiton) Benth. et Hook. f.), frente a Canada de Belém, 62       | Árvore classificada                                              | Árvore                                                           | Terra Chã                                                        | IIM                                                              | Despacho publicado no Diário do Governo n.º 155, II Série, de 6 de Julho de 1966, e alínea a) do artigo 59.º do Decreto Legislativo Regional n.º 29/2004/A, de 24 de Agosto. |
|                                                                  | Exemplar de eucalipto da espécie Eucalyptus robusta Sm. na Mata das Veredas                     | Árvore classificada                                              | Árvore                                                           | Posto Santo                                                      | IIM                                                              | Despacho publicado no Diário do Governo n.º 130, II Série, de 3 de Junho de 1967, e alínea a) do artigo 59.º do Decreto Legislativo Regional n.º 29/2004/A, de 24 de Agosto. |
|                                                                  | Exemplar de sobreiro (Quercus suber L.) no Largo da Igreja                                      | Árvore classificada                                              | Árvore                                                           | Posto Santo                                                      | IIM                                                              | Decreto Legislativo Regional n.º 7/85/A, de 29 de Maio, e alínea b) do artigo 59.º do Decreto Legislativo Regional n.º 29/2004/A, de 24 de Agosto. |
|                                                                  | Consistório da Santa Casa da Misericórdia de São Sebastião (Casa de Francisco Ferreira Drumond) | Arquitectura civil                                               | Habitação                                                        | São Sebastião                                                    | IIM                                                              | Resolução n.º 221/96, de 26 de Setembro. |
|                                                                  | Moinho de vento do Outeiro Alto                                                                 | Arquitectura civil                                               | Moinho de vento                                                  | Doze Ribeiras                                                    | IIM                                                              | Resolução n.º 234/96, de 3 de Outubro, e n.º 7 do artigo 58.º do Decreto Legislativo Regional n.º 29/2004/A, de 24 de Agosto. |
|                                                                  | Moinho de vento da Ladeira do Alves                                                             | Arquitectura civil                                               | Moinho de vento                                                  | Serreta                                                          | IIM                                                              | Resolução n.º 234/96, de 3 de Outubro, e n.º 7 do artigo 58.º do Decreto Legislativo Regional n.º 29/2004/A, de 24 de Agosto. |
|                                                                  | Moinho de vento da Canada João Pacheco                                                          | Arquitectura civil                                               | Moinho de vento                                                  | Porto Judeu                                                      | IIM                                                              | Resolução n.º 234/96, de 3 de Outubro, e n.º 7 do artigo 58.º do Decreto Legislativo Regional n.º 29/2004/A, de 24 de Agosto. |
|                                                                  | Moinho de água da Ribeira do Frei João                                                          | Arquitectura civil                                               | Azenha                                                           | São Sebastião                                                    | IIM                                                              | Resolução n.º 234/96, de 3 de Outubro, e n.º 7 do artigo 58.º do Decreto Legislativo Regional n.º 29/2004/A, de 24 de Agosto. |
|                                                                  | Moinho de água do Rochão da Cruz                                                                | Arquitectura civil                                               | Azenha                                                           | São Sebastião                                                    | IIM                                                              | Resolução n.º 234/96, de 3 de Outubro, e n.º 7 do artigo 58.º do Decreto Legislativo Regional n.º 29/2004/A, de 24 de Agosto. |
|                                                                  | Moinho de água de São João de Deus                                                              | Arquitectura civil                                               | Azenha                                                           | Santa Luzia                                                      | IIM                                                              | Resolução n.º 234/96, de 3 de Outubro, e n.º 7 do artigo 58.º do Decreto Legislativo Regional n.º 29/2004/A, de 24 de Agosto. |
|                                                                  | Moinho de água da Nasce Água                                                                    | Arquitectura civil                                               | Azenha                                                           | Conceição                                                        | IIM                                                              | Resolução n.º 79/97, de 10 de Abril, e n.º 7 do artigo 58.º do Decreto Legislativo Regional n.º 29/2004/A, de 24 de Agosto. |
|                                                                  | Moinho de vento do Cabo do Raminho                                                              | Arquitectura civil                                               | Moinho de vento                                                  | Raminho                                                          | IIM                                                              | Resolução n.º 90/2000, de 4 de Maio, e n.º 7 do artigo 58.º do Decreto Legislativo Regional n.º 29/2004/A, de 24 de Agosto. |
|                                                                  | Casa dos Corvelos, Caminho para Belém, 18-20                                                    | Arquitectura civil                                               | Habitação                                                        | Terra Chã                                                        | IIM                                                              | Resolução n.º 38/2002, de 14 de Fevereiro. |

Legenda: IIM – Imóvel de Interesse Municipal; IIP – Imóvel de Interesse Público; MN – Monumento Nacional; MR – Monumento Regional; VC – Em vias de classificação; PM – Património Mundial.

#### Património incorporado em conjunto classificado
| Lista dos imóveis cuja classificação foi consumida por inclusão no conjunto classificado da Zona Central da Cidade de Angra do Heroísmo | Lista dos imóveis cuja classificação foi consumida por inclusão no conjunto classificado da Zona Central da Cidade de Angra do Heroísmo | Lista dos imóveis cuja classificação foi consumida por inclusão no conjunto classificado da Zona Central da Cidade de Angra do Heroísmo | Lista dos imóveis cuja classificação foi consumida por inclusão no conjunto classificado da Zona Central da Cidade de Angra do Heroísmo | Lista dos imóveis cuja classificação foi consumida por inclusão no conjunto classificado da Zona Central da Cidade de Angra do Heroísmo | Lista dos imóveis cuja classificação foi consumida por inclusão no conjunto classificado da Zona Central da Cidade de Angra do Heroísmo | Lista dos imóveis cuja classificação foi consumida por inclusão no conjunto classificado da Zona Central da Cidade de Angra do Heroísmo                                     |
| id | Imóvel classificado | Categoria | Tipologia | Freguesia | Grau | Ano e diploma de classificação |
| --- | --- | --- | --- | --- | --- | --- |
| | Sé Catedral do Santíssimo Salvador | Arquitectura religiosa | Igreja | Sé | MR | Resolução n.º 41/80, de 11 de Junho, e artigo 10.º e alínea a) do artigo 57.º do Decreto Legislativo Regional n.º 29/2004/A, de 24 de Agosto.                               |
| | Igreja de São João Baptista do Castelo, fortaleza e muralhas                                                                            | Arquitectura militar | Fortaleza | Sé | IIP | Decreto n.º 32 973, de 18 de Agosto de 1943. |
| | Ermida da Boa Nova | Arquitectura religiosa | Capela | Sé | IIP | Decreto n.º 44 675, de 9 de Novembro de 1962. |
| | Ermida do Espírito Santo (Angra do Heroísmo),                                                                                           | Arquitectura religiosa | Capela | Sé | IIP | Decreto n.º 45 327, de 25 de Outubro de 1963. |
| | Convento de São Francisco de Angra e Igreja de Nossa Senhora da Guia                                                                    | Arquitectura religiosa | Igreja | Sé | IIP | Decreto n.º 47 508, de 24 de Janeiro de 1967. |
| | Forte de São Sebastião (Castelinho) | Arquitectura militar | Fortaleza | Conceição | IIP | Decreto n.º 47 508, de 24 de Janeiro de 1967. |
| | Convento de São Gonçalo | Arquitectura religiosa | Igreja | Sé | IIP | Decreto n.º 516/71, de 22 de Novembro. |
| | Igreja do Colégio de Angra da Companhia de Jesus                                                                                        | Arquitectura religiosa | Igreja | Sé | IIP | Decreto n.º 735/74, de 21 de Dezembro. |
| | Igreja da Misericórdia (Angra do Heroísmo)                                                                                              | Arquitectura religiosa | Igreja | Sé | IIP | Decreto n.º 95/78, de 12 de Setembro. |
| | Palácio Bettencourt (antiga Biblioteca Pública de Angra)                                                                                | Arquitectura civil | Habitação | Sé | IIP | Resolução n.º 28/80, de 29 de Abril. |
| | Palácio dos Capitães Generais | Arquitectura civil | Palácio | Sé | IIP | Resolução n.º 28/80, de 29 de Abril. |
| | Solar de Nossa Senhora dos Remédios (Casa do Provedor das Armadas) e Ermida de Nossa Senhora dos Remédios (Angra do Heroísmo)           | Arquitectura civil | Habitação | Conceição | IIP | Resolução n.º 28/80, de 29 de Abril. |
| | Igreja de Nossa Senhora da Conceição (Angra do Heroísmo)                                                                                | Arquitectura religiosa | Igreja | Conceição | IIP | Resolução n.º 41/80, de 11 de Junho. |
| | Convento e igreja de Santo António dos Capuchos (Livramento)                                                                            | Arquitectura religiosa | Igreja | São Bento | IIP | Resolução n.º 41/80, de 11 de Junho. |
| | Igreja, claustro e sacristia do Convento das Concepcionistas (Hospital Velho)                                                           | Arquitectura religiosa | Igreja | Conceição | IIP | Resolução n.º 41/80, de 11 de Junho. |
| | Solar e Capela da Madre de Deus | Arquitectura civil | Habitação | Santa Luzia | IIP | Resolução n.º 41/80, de 11 de Junho. |
| | Solar de D. Violante do Canto (sede do Lusitânia)                                                                                       | Arquitectura civil | Habitação | Sé | IIP | Resolução n.º 41/80, de 11 de Junho. |
| | Prédio na Rua do Salinas, 50-60 | Arquitectura civil | Habitação | Sé | IIP | Resolução n.º 41/80, de 11 de Junho. |
| | Prédio na Rua de Jesus, 10 | Arquitectura civil | Habitação | Sé | IIP | Resolução n.º 41/80, de 11 de Junho. |
| | Prédio na Rua Direita, 111-121 | Arquitectura civil | Habitação | Sé | IIP | Resolução n.º 41/80, de 11 de Junho. |
| | Paços do Concelho de Angra do Heroísmo                                                                                                  | Arquitectura civil | Edifício público | Sé | IIP | Resolução n.º 41/80, de 11 de Junho. |
| | Hospital Militar da Boa Nova | Arquitectura militar | Edifício público | Sé | IIP | Resolução n.º 98/80, de 16 de Setembro. |
| | Palacete Silveira e Paulo (antiga Escola Industrial)                                                                                    | Arquitectura civil | Habitação | Conceição | IIP | Resolução n.º 64/84, de 30 de Abril. |
| | Teatro Angrense | Arquitectura civil | Edifício público | Sé | IIP | Resolução n.º 152/89, de 5 de Dezembro. |
| | Palácio de São Pedro (solar do conde Sieuve de Meneses), com seus logradouros, jardins, portões e império, na Rua de São Pedro          | Arquitectura civil | Habitação | São Pedro | IIP | Resolução n.º 96/95, de 22 de Junho. |
| | Maciço com 10 exemplares de eucalipto da espécie Eucalyptus diversicolor F.Muell., sitos no Monte Brasil                                | Árvore classificada | Árvore | Sé | IIM | Despacho publicado no Diário do Governo n.º 80, II Série, de 3 de Abril de 1968, e alínea a) do artigo 59.º do Decreto Legislativo Regional n.º 29/2004/A, de 24 de Agosto. |
| | Ermida de Santo Cristo do Cruzeiro | Arquitectura religiosa | Capela | Conceição | IIM | Decreto n.º 129/77, de 29 de Setembro. |
| | Prédio na Rua do Cruzeiro, 28-32 | Arquitectura civil | Habitação | Conceição | IIM | Decreto n.º 129/77, de 29 de Setembro. |
| | Prédio na Rua do Cruzeiro, 34-40 | Arquitectura civil | Habitação | Conceição | IIM | Decreto n.º 129/77, de 29 de Setembro. |
| | Prédio na Rua da Garoupinha, 2 | Arquitectura civil | Habitação | Conceição | IIM | Decreto n.º 129/77, de 29 de Setembro. |
| | Prédio na Rua da Garoupinha, 21-25 | Arquitectura civil | Habitação | Conceição | IIM | Decreto n.º 129/77, de 29 de Setembro. |
| | Prédio na Rua da Garoupinha, 42-44 | Arquitectura civil | Habitação | Conceição | IIM | Decreto n.º 129/77, de 29 de Setembro. |
| | Prédio na Rua de Jesus, 10 | Arquitectura civil | Habitação | Sé | IIM | Decreto n.º 129/77, de 29 de Setembro. |
| | Prédio na Rua do Rego, 14 | Arquitectura civil | Habitação | Santa Luzia | IIM | Decreto n.º 129/77, de 29 de Setembro. |
| | Prédio na Rua do Rego, 78-82 | Arquitectura civil | Habitação | Santa Luzia | IIM | Decreto n.º 129/77, de 29 de Setembro. |
| | Prédio na Carreira dos Cavalos, 9-13 | Arquitectura civil | Habitação | Sé | IIM | Decreto n.º 129/77, de 29 de Setembro. |
| | Prédio na Carreira dos Cavalos, 25-27                                                                                                   | Arquitectura civil | Habitação | Sé | IIM | Decreto n.º 129/77, de 29 de Setembro. |
| | Prédio na Carreira dos Cavalos, 27A-29                                                                                                  | Arquitectura civil | Habitação | Sé | IIM | Decreto n.º 129/77, de 29 de Setembro. |
| | Prédio na Carreira dos Cavalos, 55-59A                                                                                                  | Arquitectura civil | Habitação | Sé | IIM | Decreto n.º 129/77, de 29 de Setembro. |
| | Prédio na Carreira dos Cavalos, 61-65                                                                                                   | Arquitectura civil | Habitação | Sé | IIM | Decreto n.º 129/77, de 29 de Setembro. |
| | Prédio na Rua de Santo Espírito, 71 | Arquitectura civil | Habitação | Conceição | IIM | Decreto n.º 129/77, de 29 de Setembro. |
| | Moinho de água da Estrada Pêro de Barcelos                                                                                              | Arquitectura civil | Azenha | Conceição | IIM | Resolução n.º 234/96, de 3 de Outubro, e n.º 7 do artigo 58.º do Decreto Legislativo Regional n.º 29/2004/A, de 24 de Agosto.                                               |
| | Moinho de água da Ladeira de São Francisco                                                                                              | Arquitectura civil | Azenha | Conceição | IIM | Resolução n.º 234/96, de 3 de Outubro, e n.º 7 do artigo 58.º do Decreto Legislativo Regional n.º 29/2004/A, de 24 de Agosto.                                               |

Legenda: IIM – Imóvel de Interesse Municipal; IIP – Imóvel de Interesse Público; MN – Monumento Nacional; MR – Monumento Regional; VC – Em vias de classificação; PM – Património Mundial.

### ConcelhodePraia da Vitória
| Lista dos imóveis classificados no concelho de Praia da Vitória | Lista dos imóveis classificados no concelho de Praia da Vitória        | Lista dos imóveis classificados no concelho de Praia da Vitória | Lista dos imóveis classificados no concelho de Praia da Vitória | Lista dos imóveis classificados no concelho de Praia da Vitória | Lista dos imóveis classificados no concelho de Praia da Vitória | Lista dos imóveis classificados no concelho de Praia da Vitória |
| id                                                              | Imóvel classificado                                                    | Categoria                                                       | Tipologia                                                       | Freguesia                                                       | Grau                                                            | Ano e diploma de classificação |
| --------------------------------------------------------------- | ---------------------------------------------------------------------- | --------------------------------------------------------------- | --------------------------------------------------------------- | --------------------------------------------------------------- | --------------------------------------------------------------- | --- |
|                                                                 | Edifício dos Paços do Concelho da Praia da Vitória, Praia da Vitória   | Arquitectura civil                                              | Edifício público                                                | Santa Cruz                                                      | IIP                                                             | Decreto n.º 36 383, de 23 de Junho de 1947. |
|                                                                 | Forte de Santa Catarina do Cabo da Praia                               | Arquitectura militar                                            | Forte                                                           | Cabo da Praia                                                   | IIP                                                             | Resolução n.º 28/80, de 29 de Abril. |
|                                                                 | Igreja de Santa Cruz (Praia da Vitória), Praia da Vitória              | Arquitectura religiosa                                          | Igreja                                                          | Santa Cruz                                                      | IIP                                                             | Resolução n.º 41/80, de 11 de Junho. |
|                                                                 | Igreja de Santa Beatriz (Quatro Ribeiras), Quatro Ribeiras             | Arquitectura religiosa                                          | Igreja                                                          | Quatro Ribeiras                                                 | IIP                                                             | Resolução n.º 144/97, de 31 de Julho. |
|                                                                 | Casa do Castelhano, Caldeira das Lajes                                 | Arquitectura civil                                              | Habitação                                                       | Vila das Lajes                                                  | IIP                                                             | Resolução n.º 140/2001, de 4 de Outubro. |
|                                                                 | Incenso (Pittosporum undulatum Vent.) situado nas Terças               | Árvore classificada                                             | Árvore                                                          | Agualva                                                         | IIM                                                             | Despacho publicado no Diário do Governo, II Série, n.º 146, de 21 de Junho de 1968, e alínea a) do artigo 59.º do Decreto Legislativo Regional n.º 29/2004/A, de 24 de Agosto. |
|                                                                 | Moinho de vento da Ponta Negra (Escola Básica Integrada dos Biscoitos) | Arquitectura civil                                              | Moinho de vento                                                 | Biscoitos                                                       | IIM                                                             | Resolução n.º 234/96, de 3 de Outubro. |
|                                                                 | Moinho de vento da Rua dos Boiões                                      | Arquitectura civil                                              | Moinho de vento                                                 | Biscoitos                                                       | IIM                                                             | Resolução n.º 234/96, de 3 de Outubro. |
|                                                                 | Moinho de vento do Vale Farto                                          | Arquitectura civil                                              | Moinho de vento                                                 | Santa Cruz                                                      | IIM                                                             | Resolução n.º 234/96, de 3 de Outubro. |
|                                                                 | Moinho de água do Caminho do Mar                                       | Arquitectura civil                                              | Azenha                                                          | Quatro Ribeiras                                                 | IIM                                                             | Resolução n.º 234/96, de 3 de Outubro. |
|                                                                 | Moinho de água do Valadão na Rua dos Moinhos                           | Arquitectura civil                                              | Azenha                                                          | Agualva                                                         | IIM                                                             | Resolução n.º 234/96, de 3 de Outubro. |
|                                                                 | Moinho de água do Terreiro do Santo                                    | Arquitectura civil                                              | Azenha                                                          | Vila Nova                                                       | IIM                                                             | Resolução n.º 234/96, de 3 de Outubro. |

Legenda: IIM – Imóvel de Interesse Municipal; IIP – Imóvel de Interesse Público; MN – Monumento Nacional; MR – Monumento Regional; VC – Em vias de classificação; PM – Património Mundial.